# Biserica Adormirea Maicii Domnului din Chitid

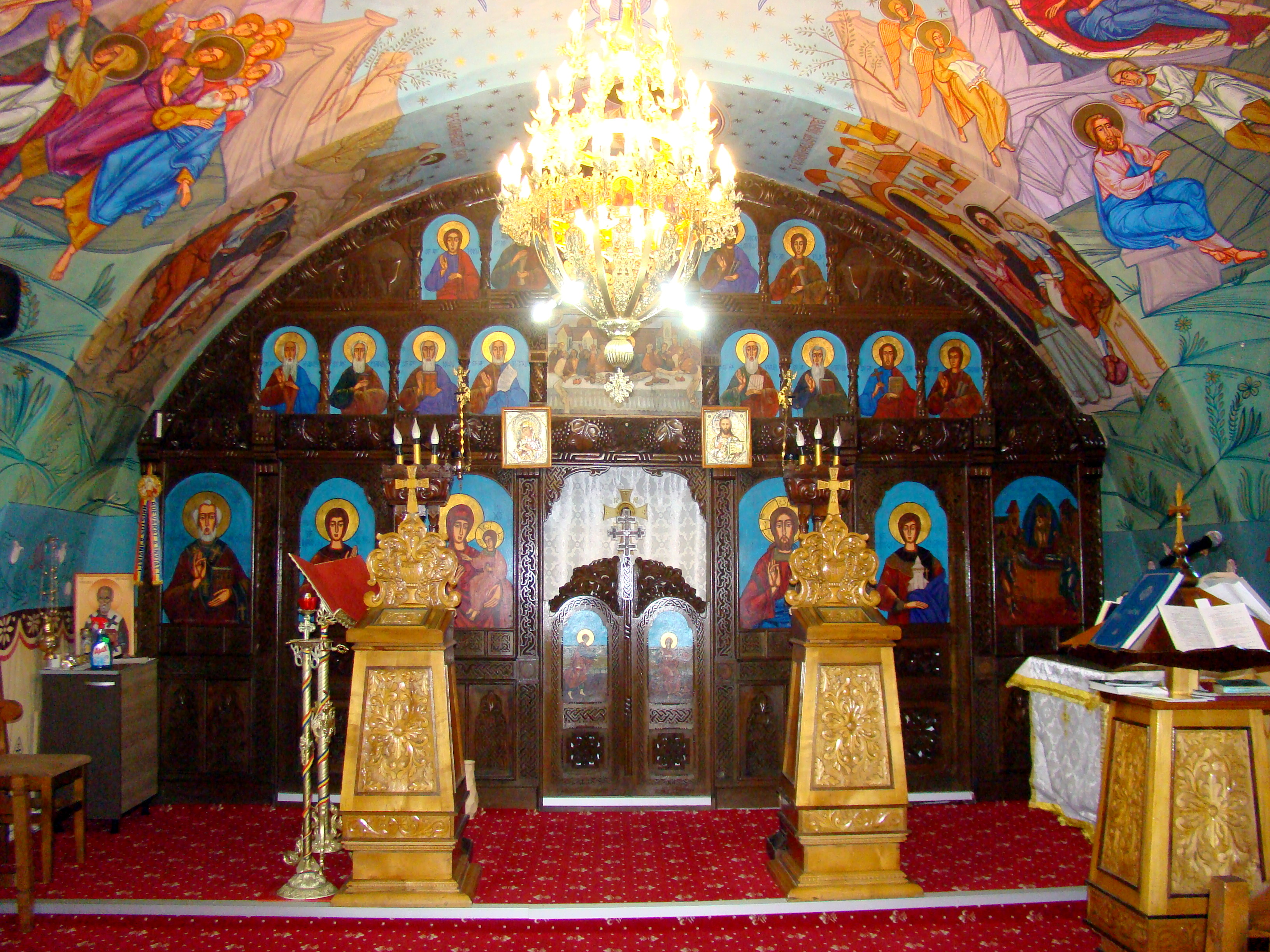
Iconostasul

Biserica „Adormirea Maicii Domnului” este un monument istoric aflat pe teritoriul satului Chitid, comuna Boșorod. În Repertoriul Arheologic Național, monumentul apare cu codul 88485.03.

## Istoric și trăsături
Lăcaș de cult din piatră, de plan dreptunghiular, cu absida semicirculară nedecroșată, rezultat al mai multor etape constructive diferite. Deși tradiția îi fixează începuturile în anul 1470, din acea ctitorie cnezială medievală nu par să fi ajuns până la noi decât - eventual - părți din navă și din turnul-clopotniță robust; alungirea lăcașului spre răsărit și reconstrucția părții superioare a clopotniței aparțin secolului al XVIII-lea.  Biserica a fost împodobită iconografic în anul 2005, de pictorul Lucian Mara din Deva.

## Imagini din interior

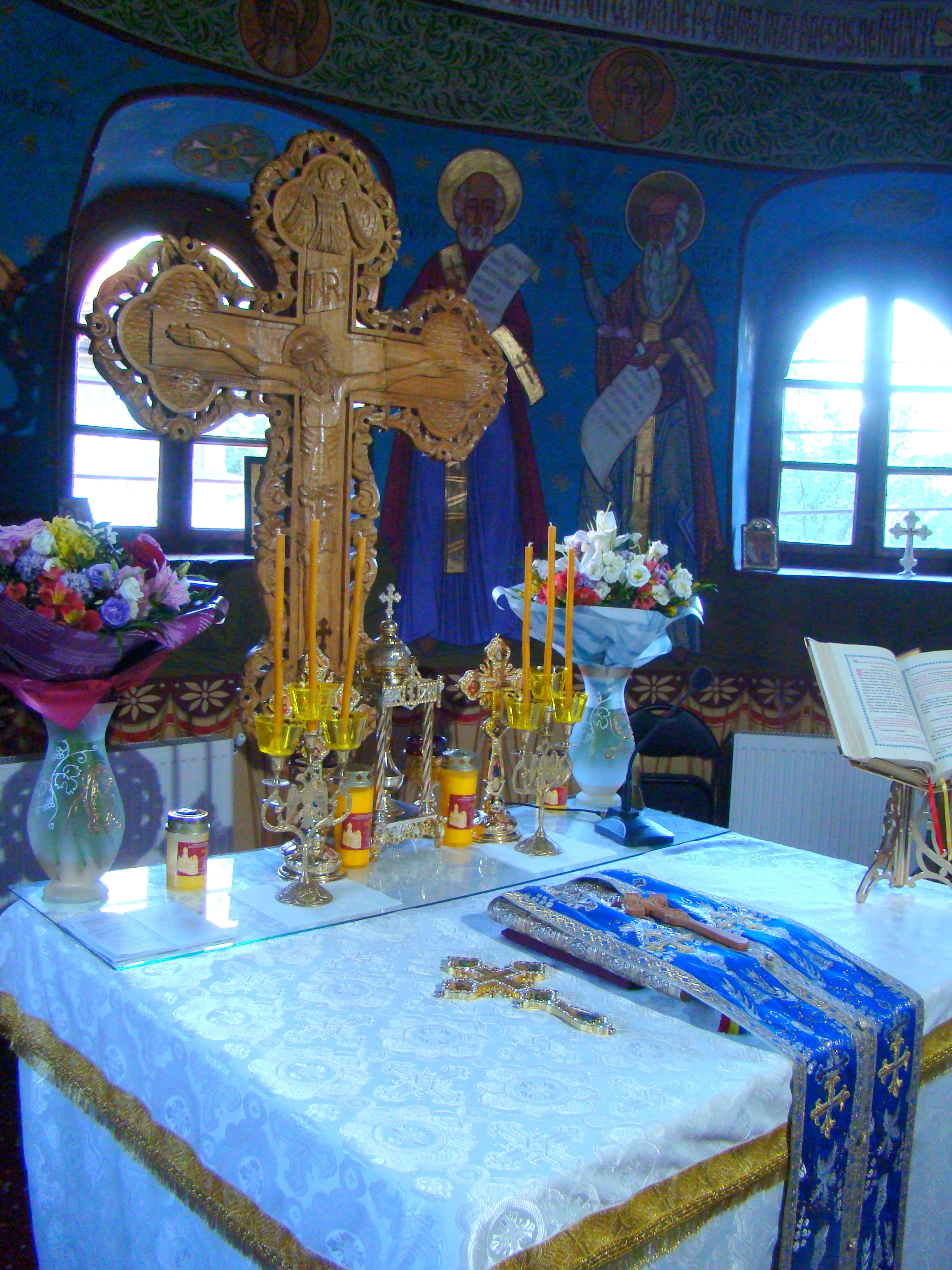
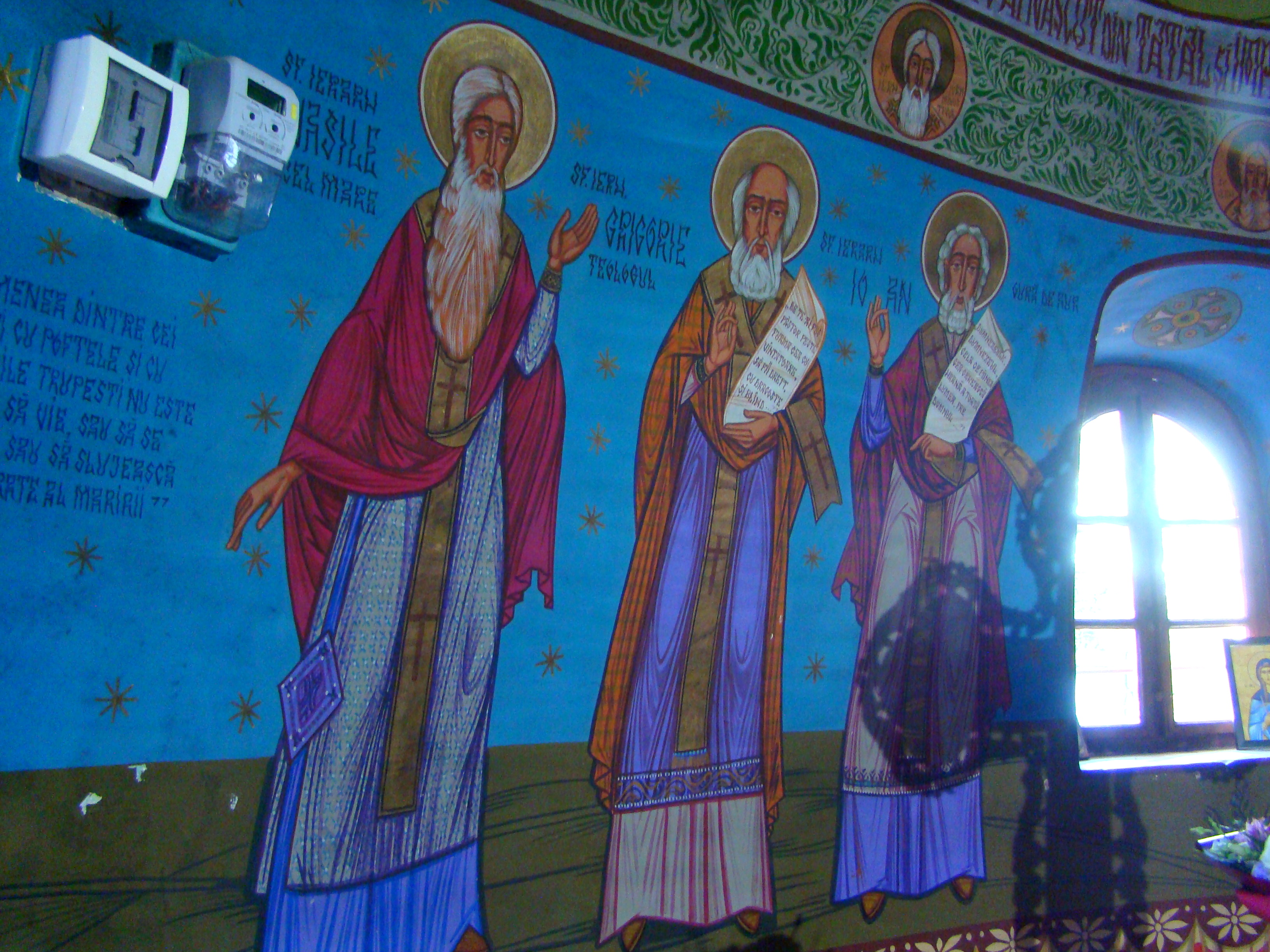
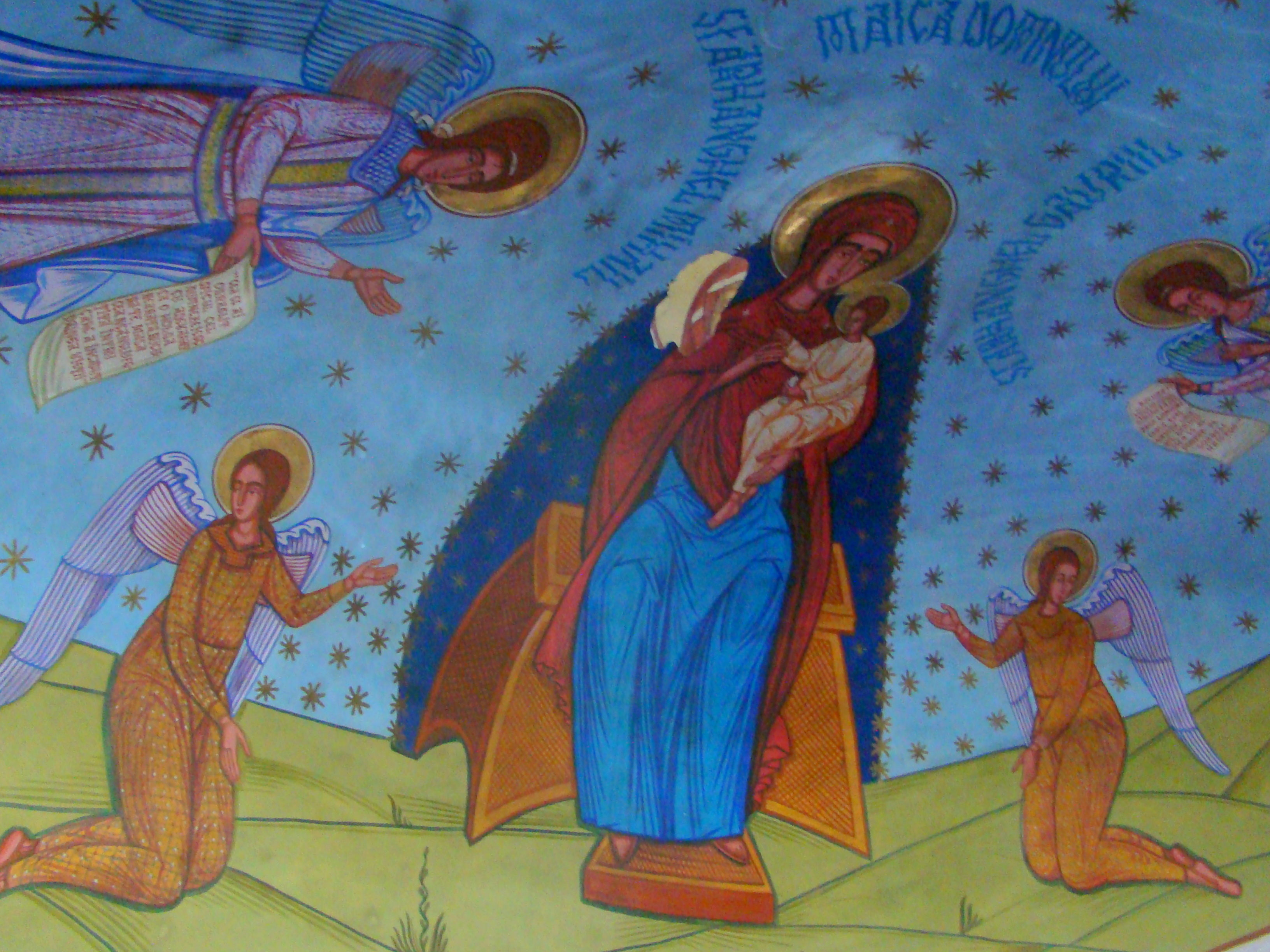
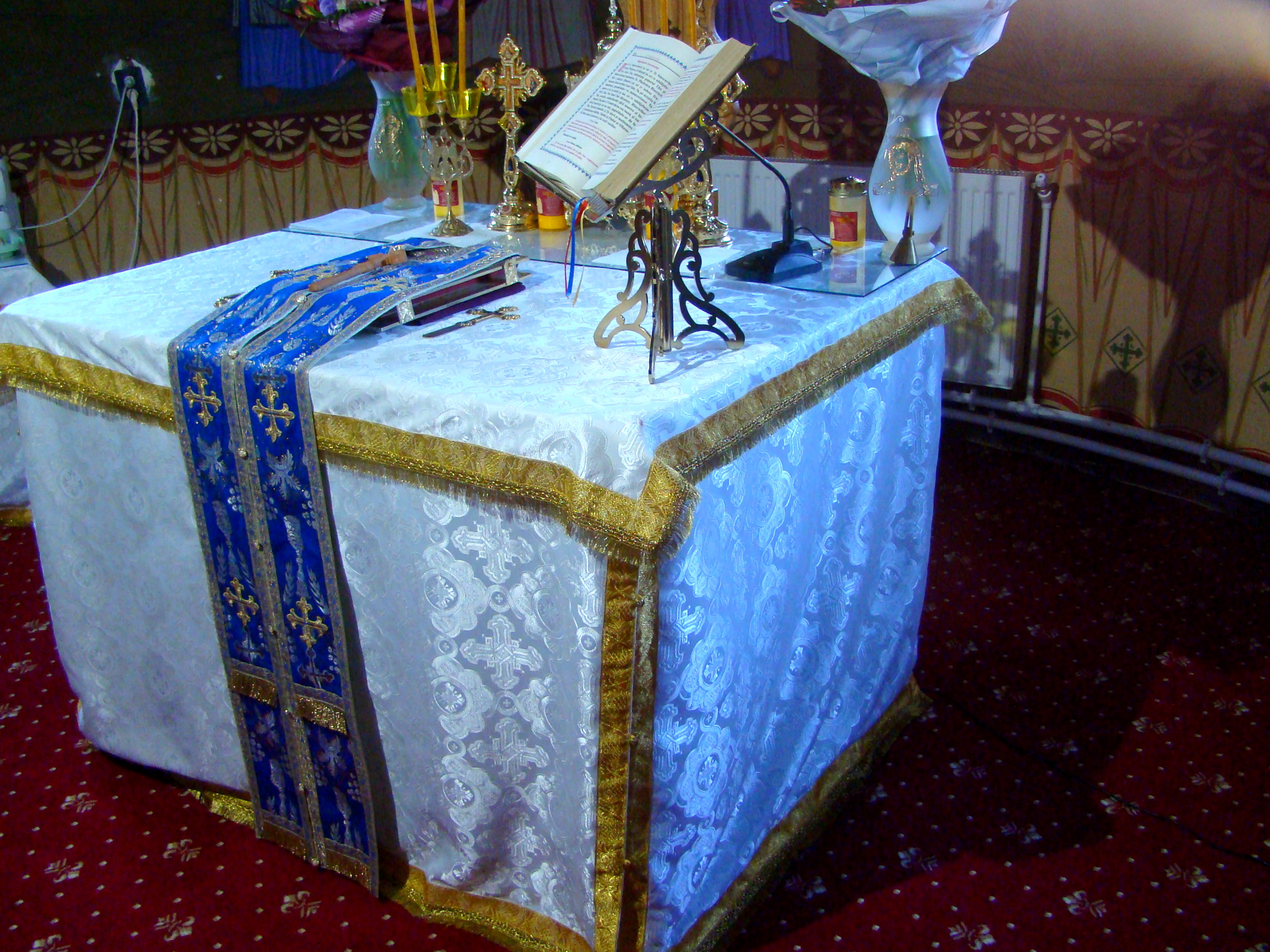
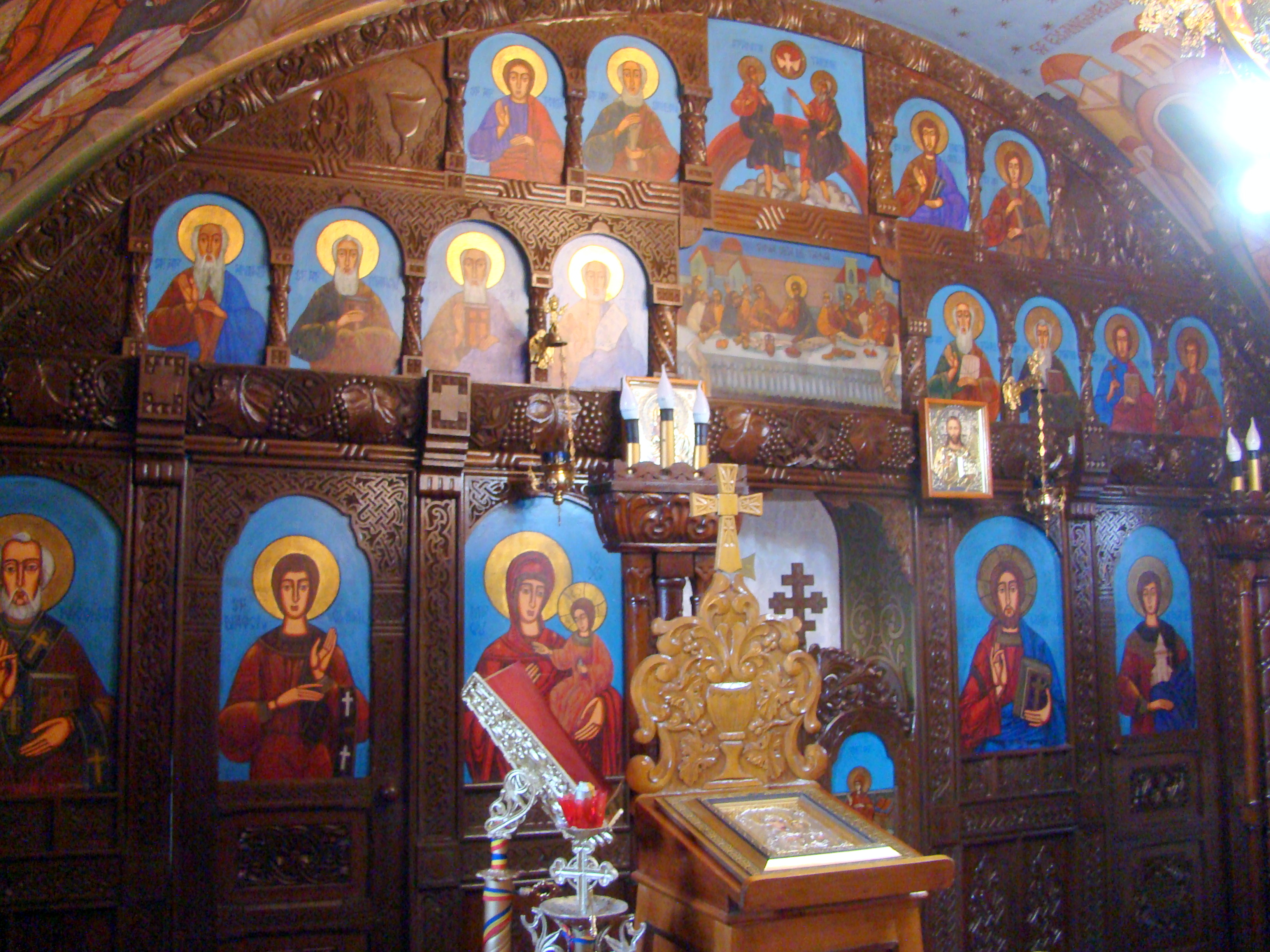
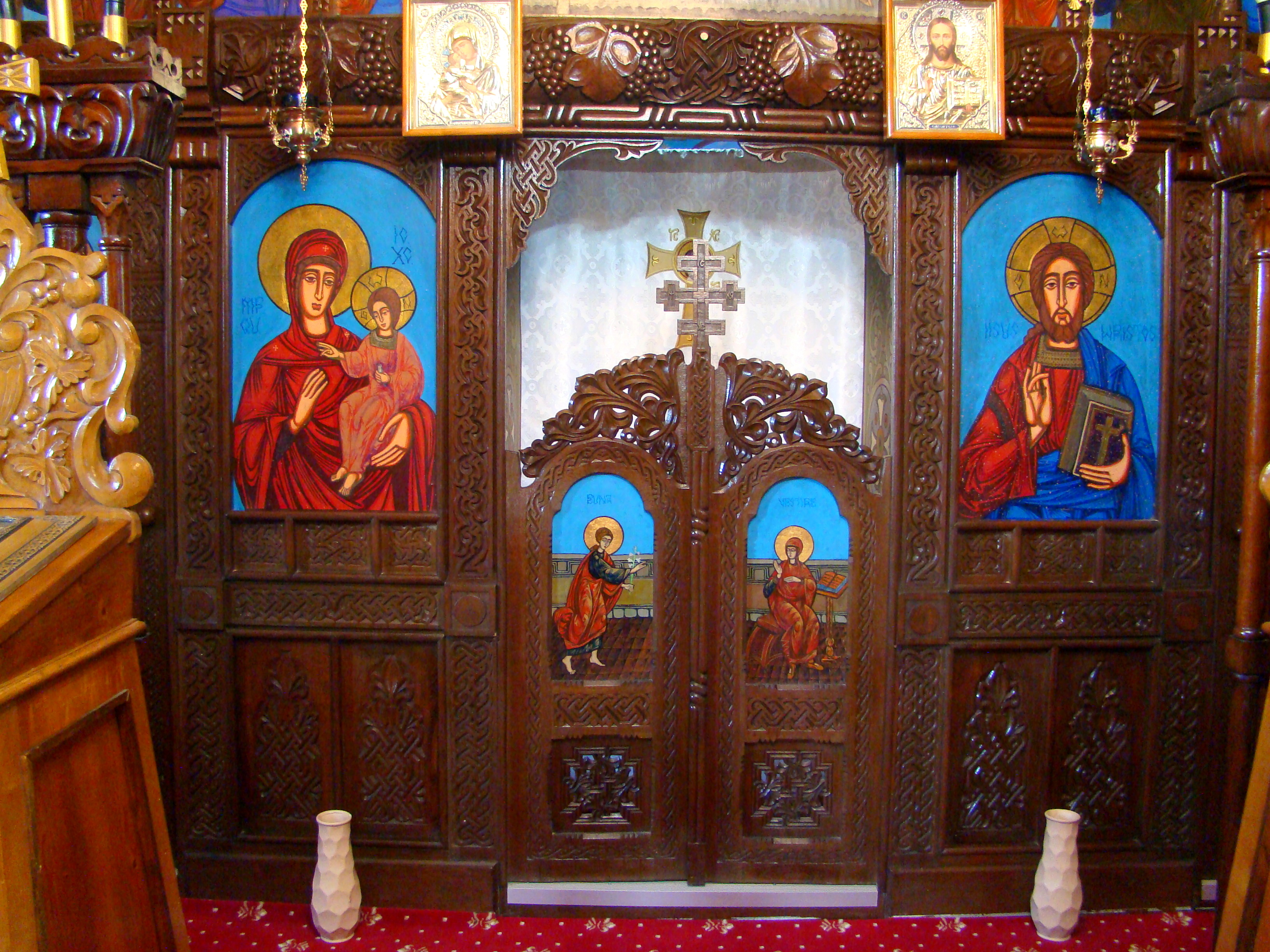
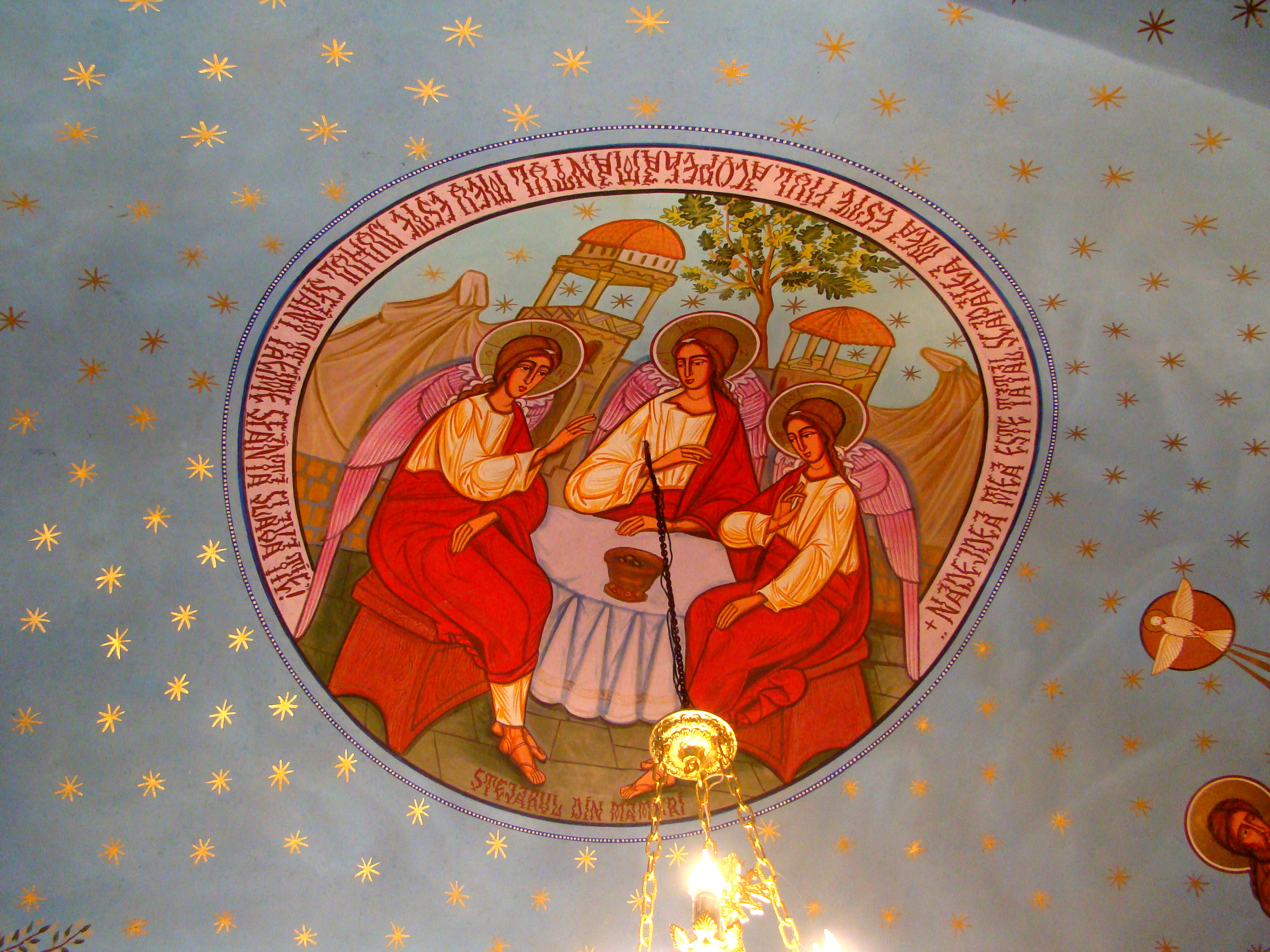
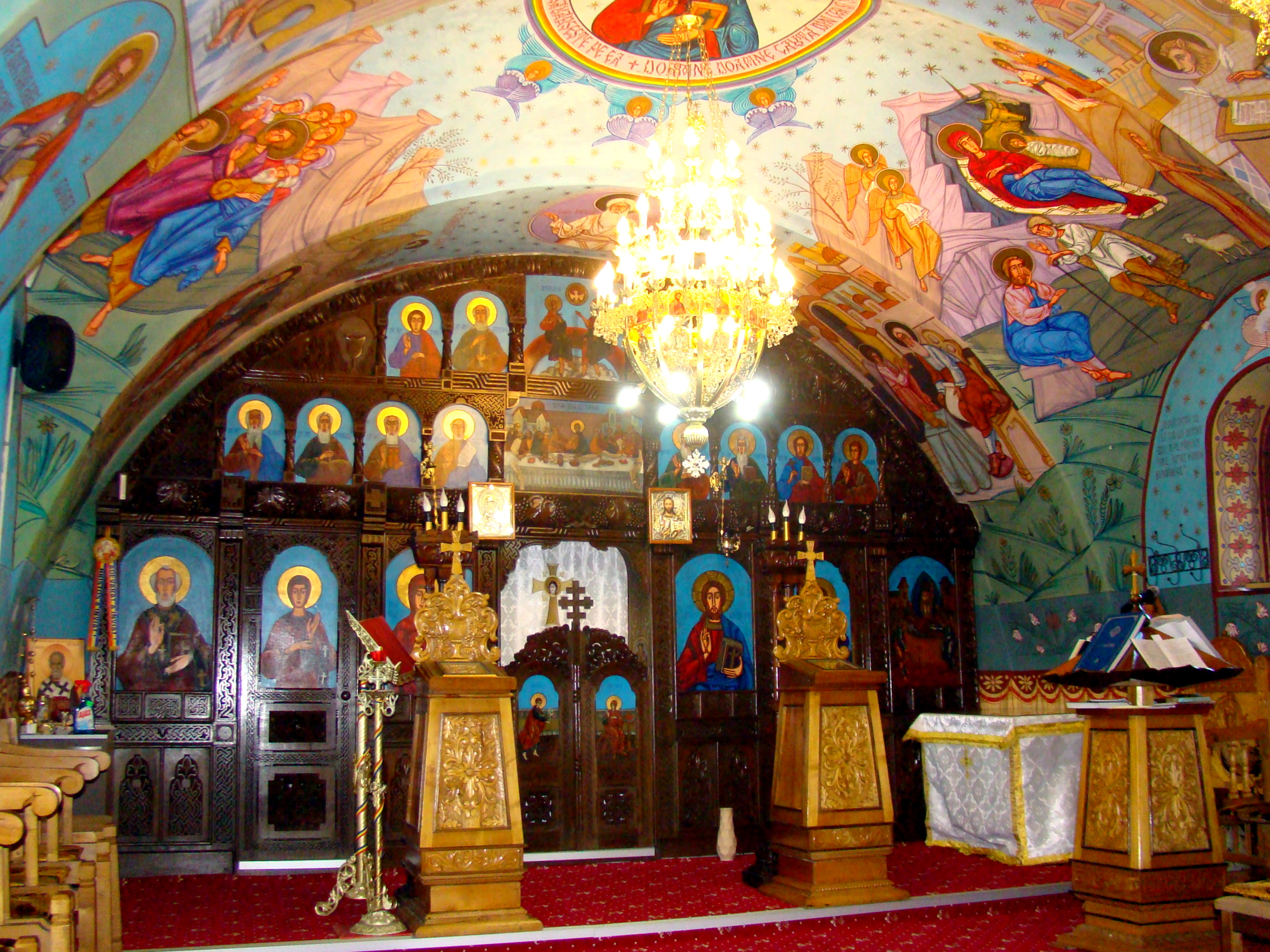
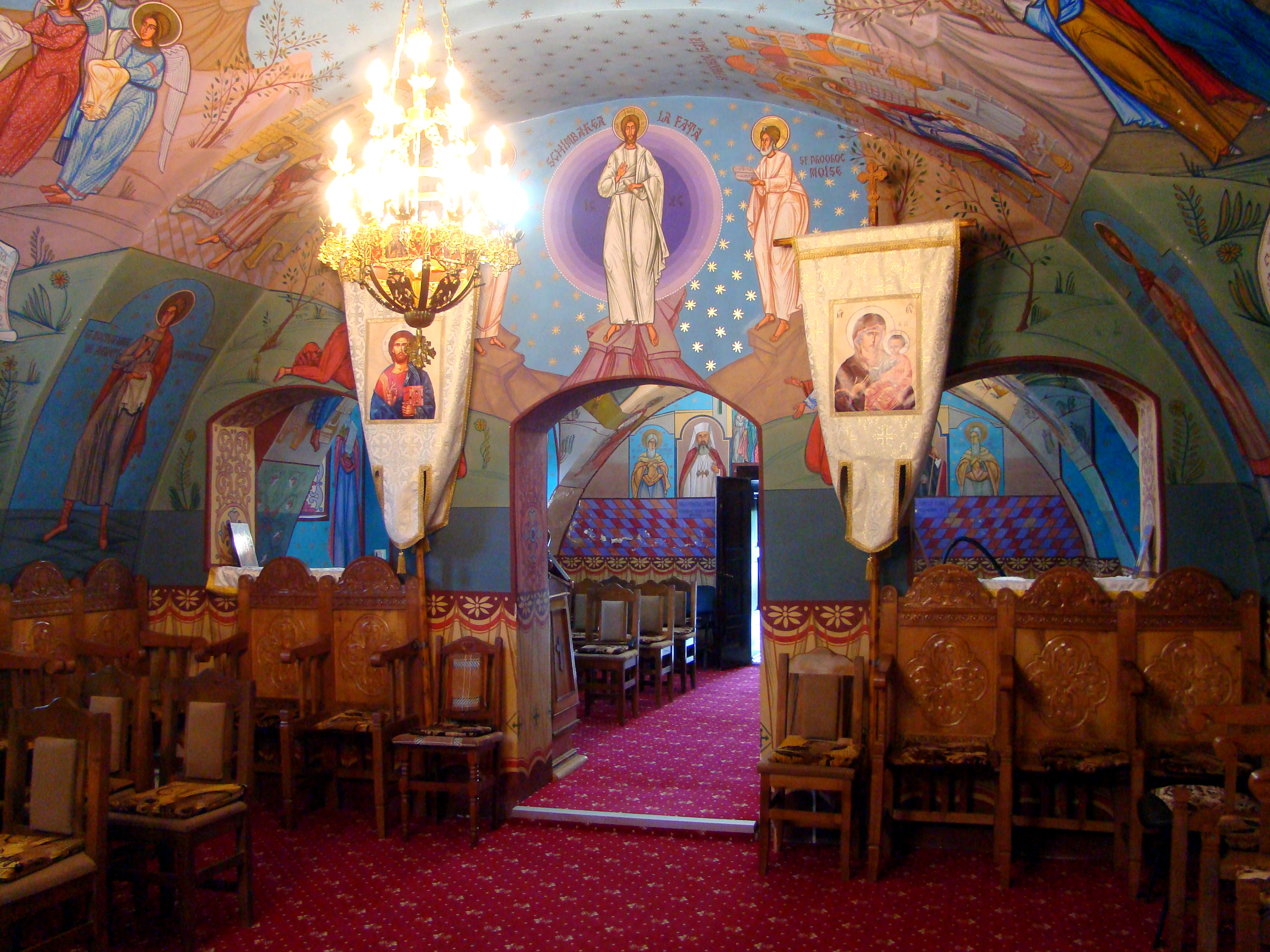
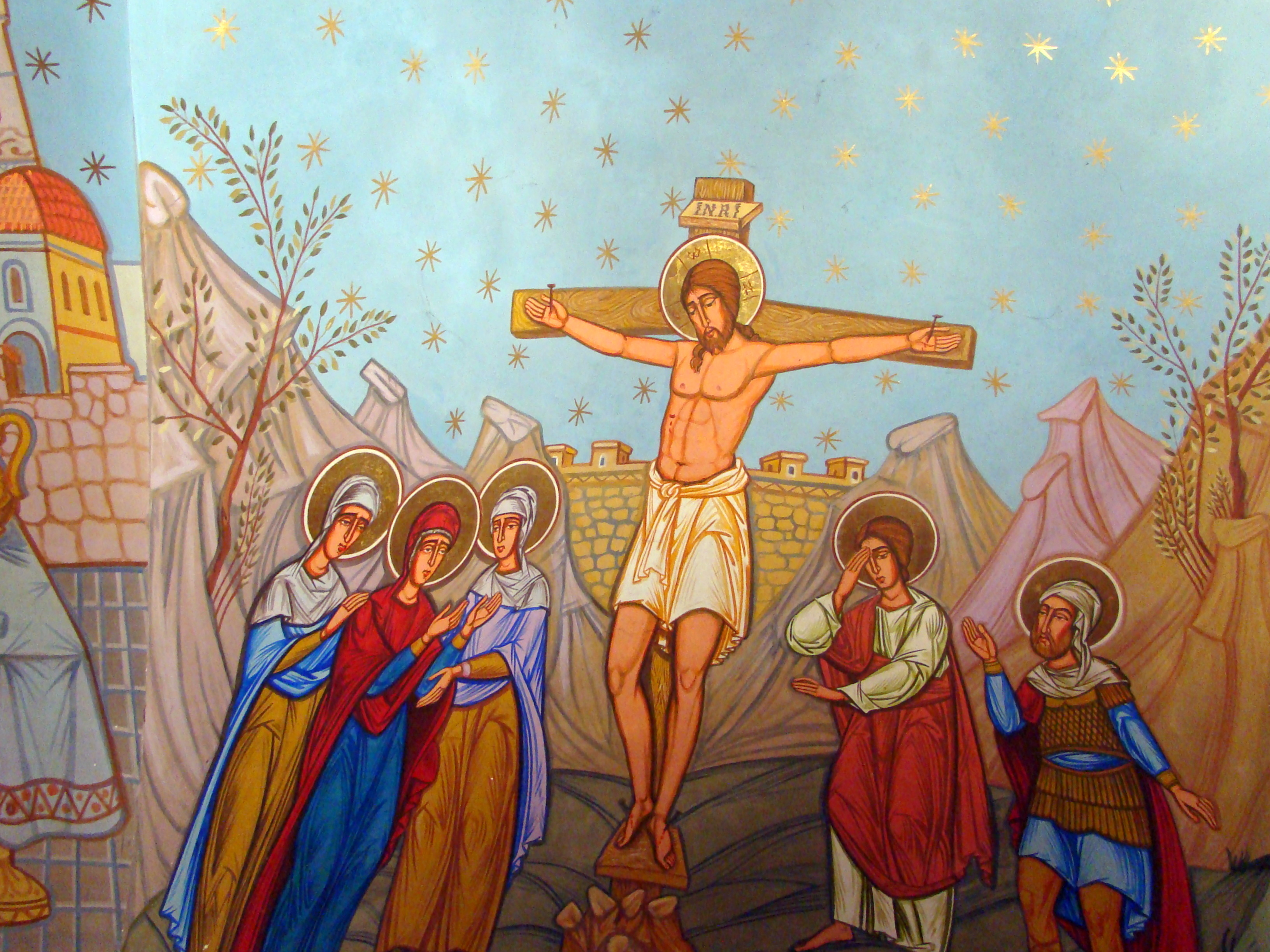
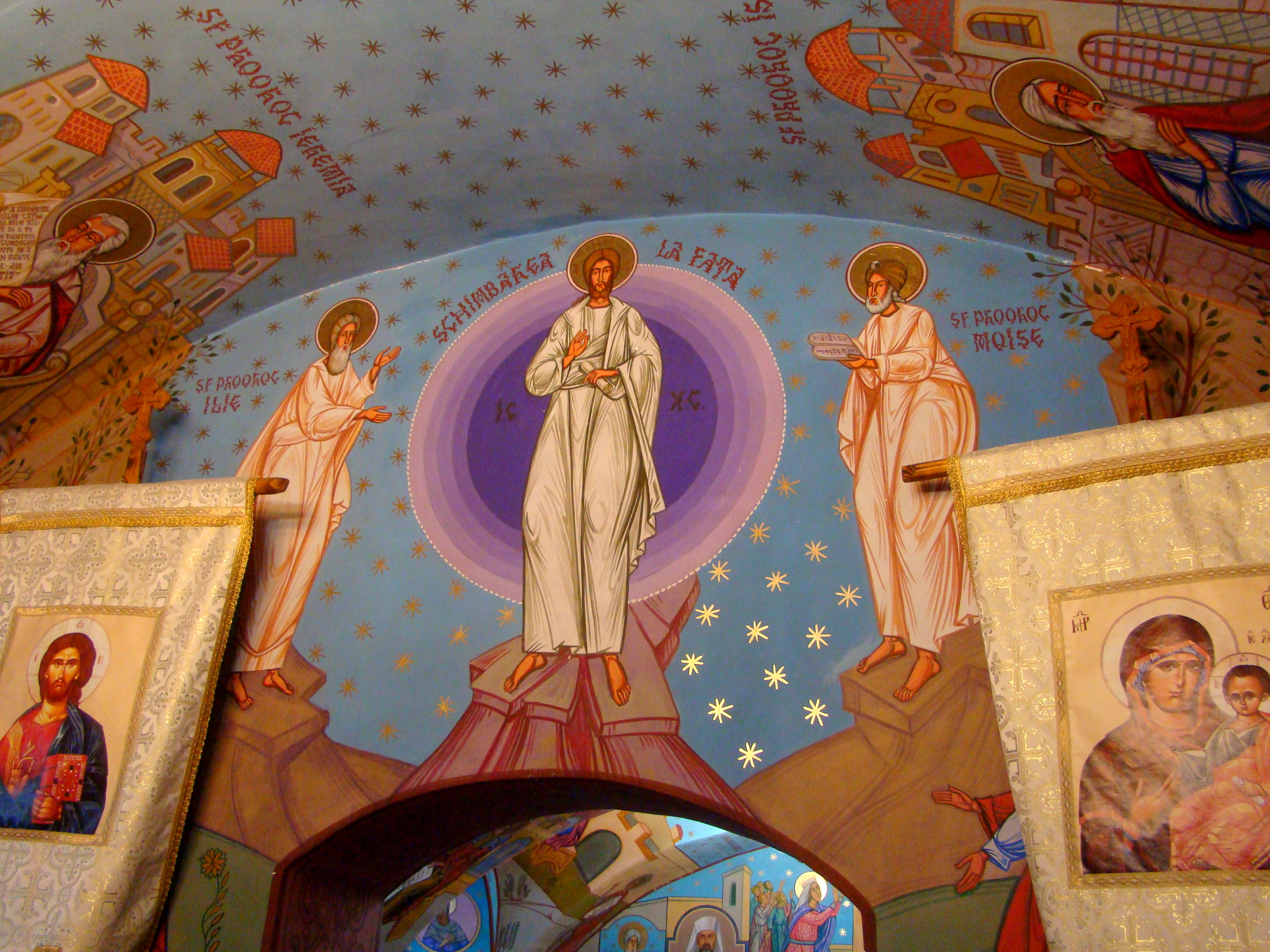
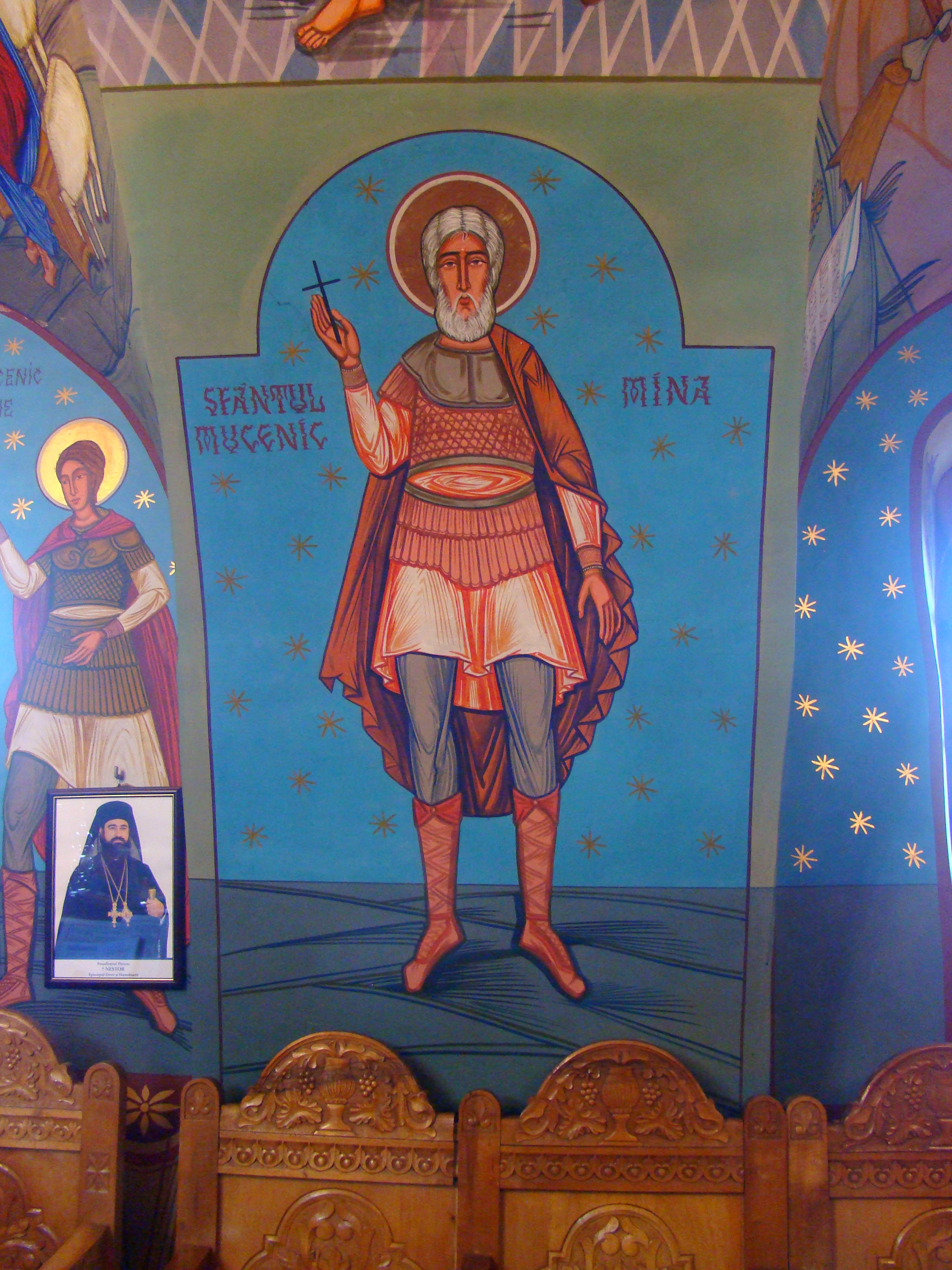
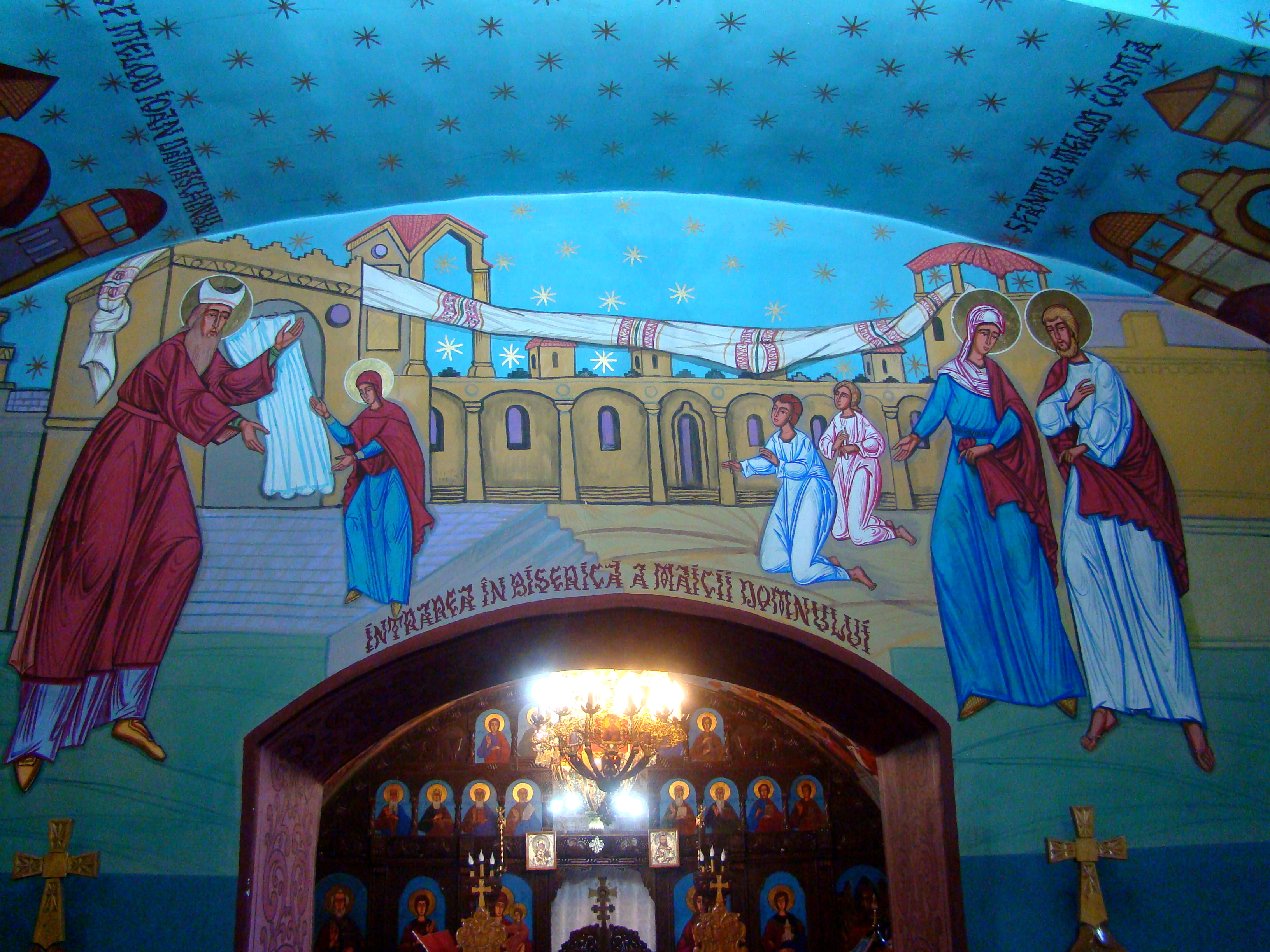
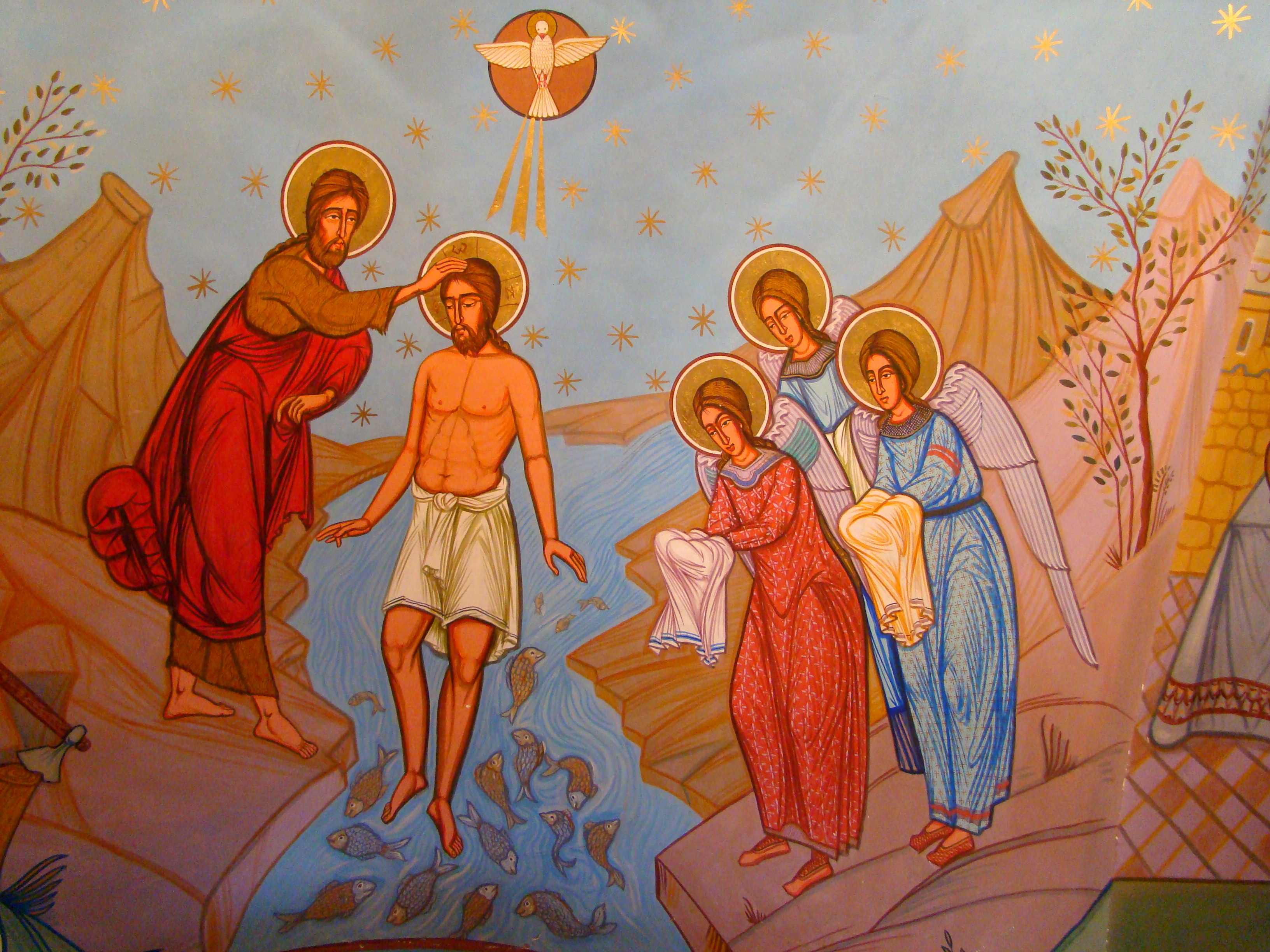
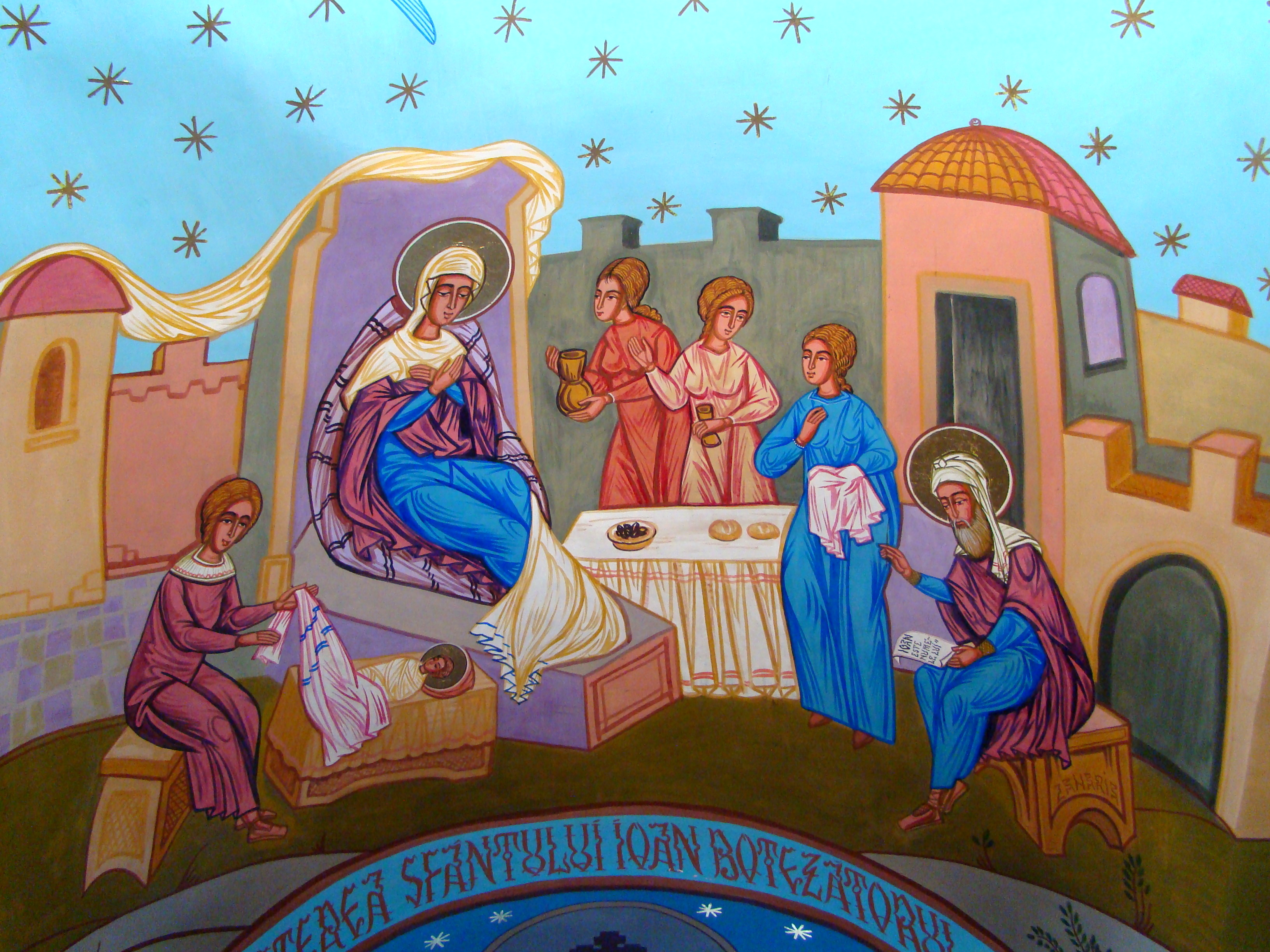
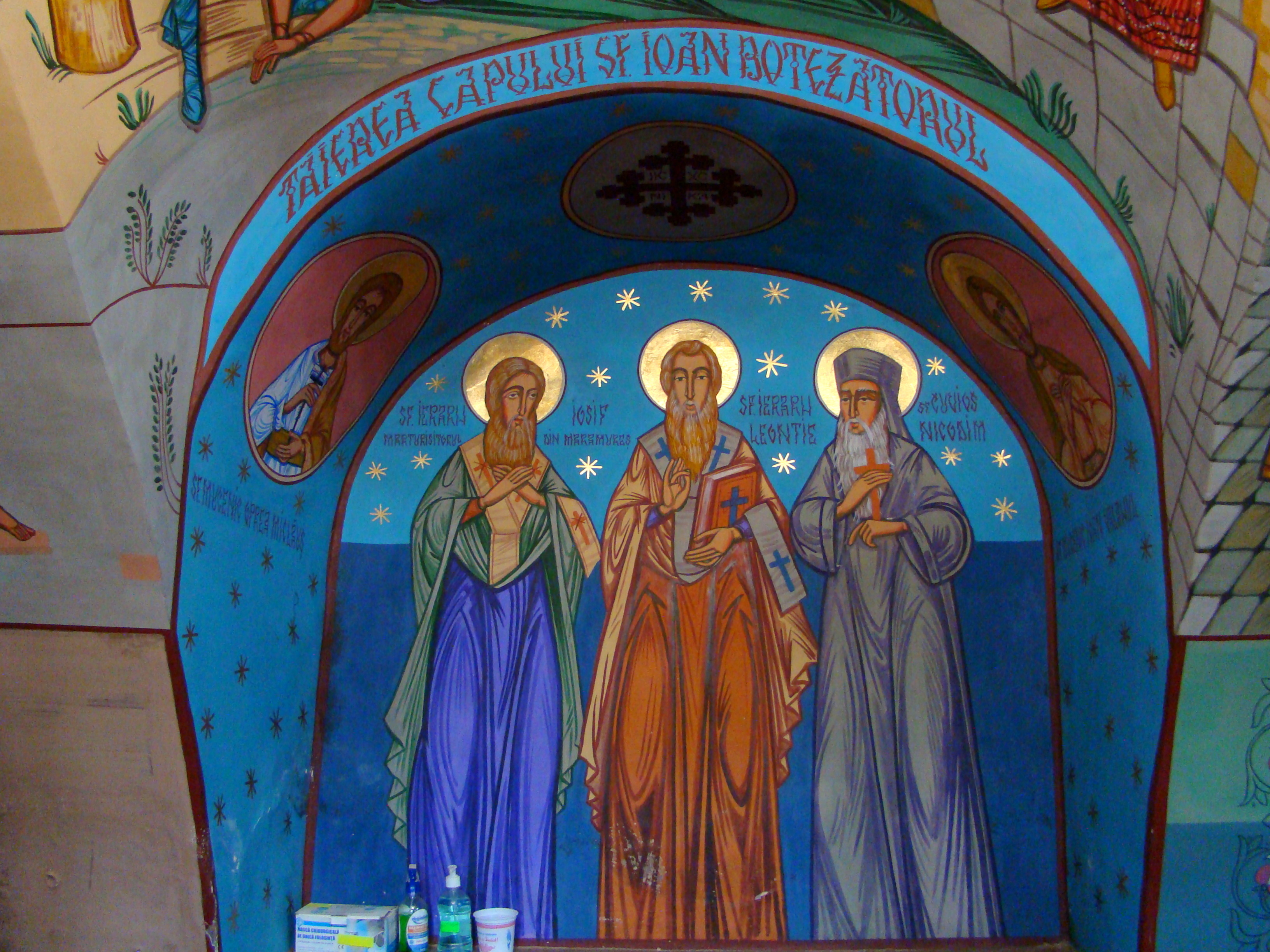
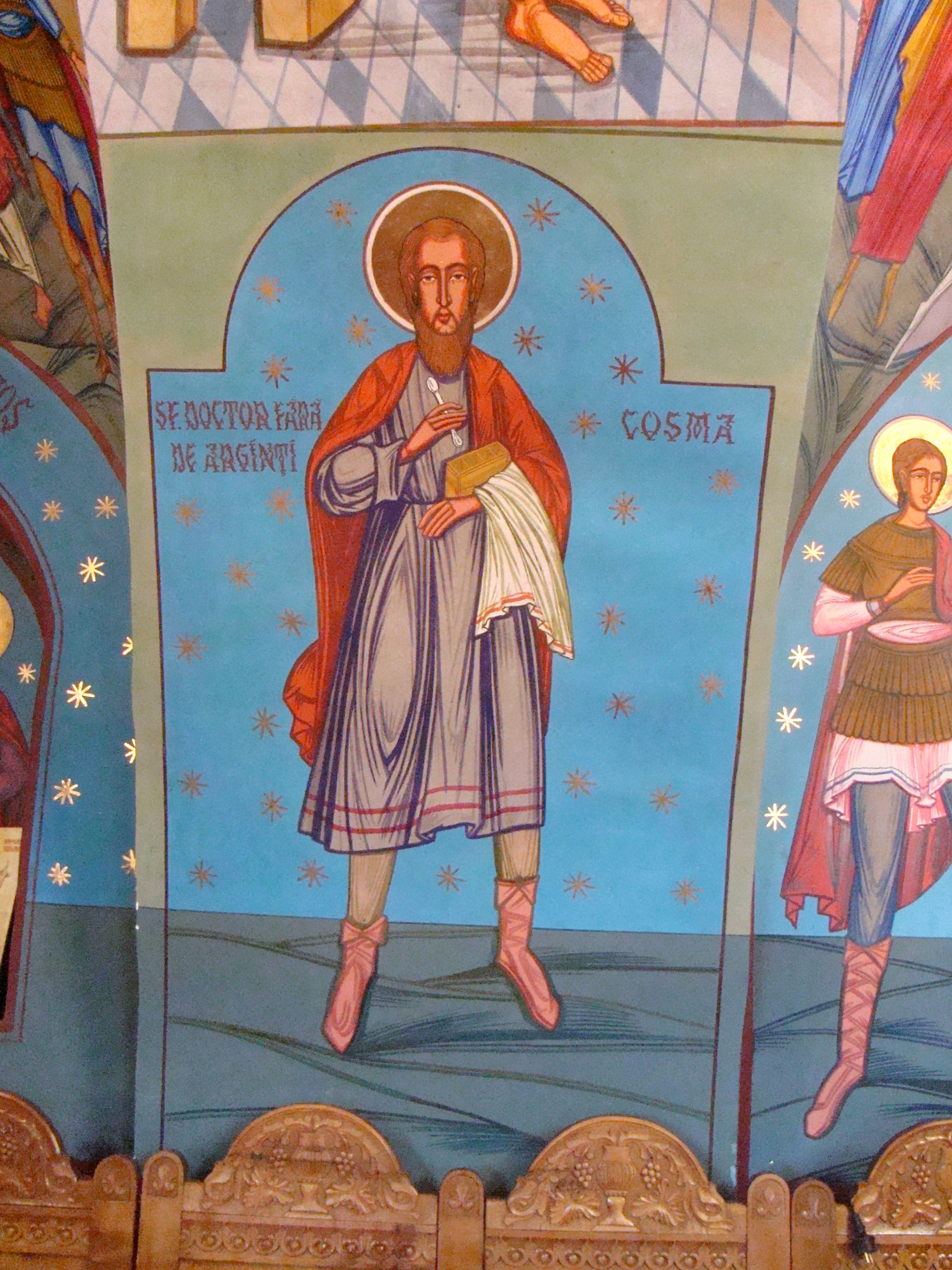
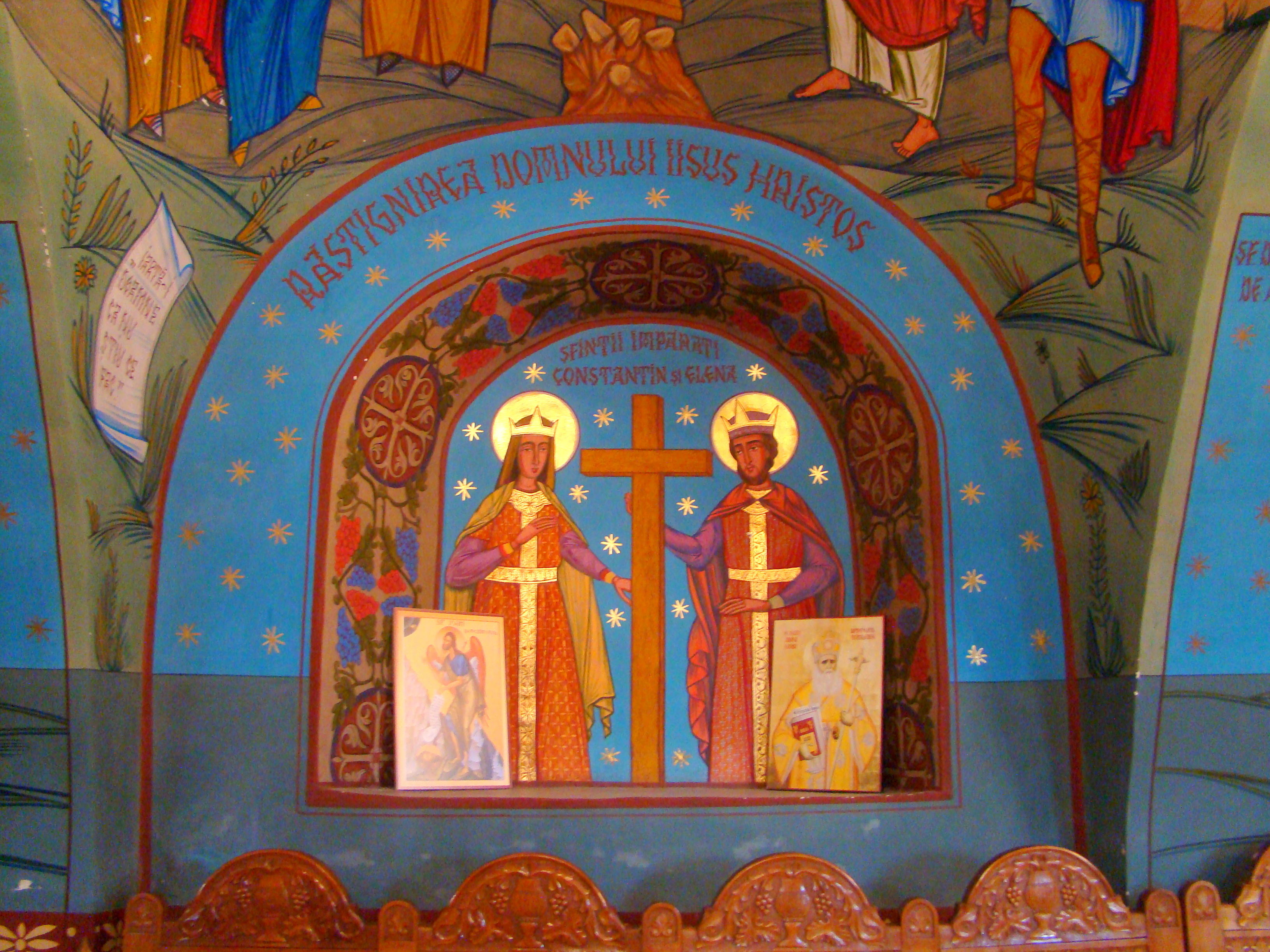
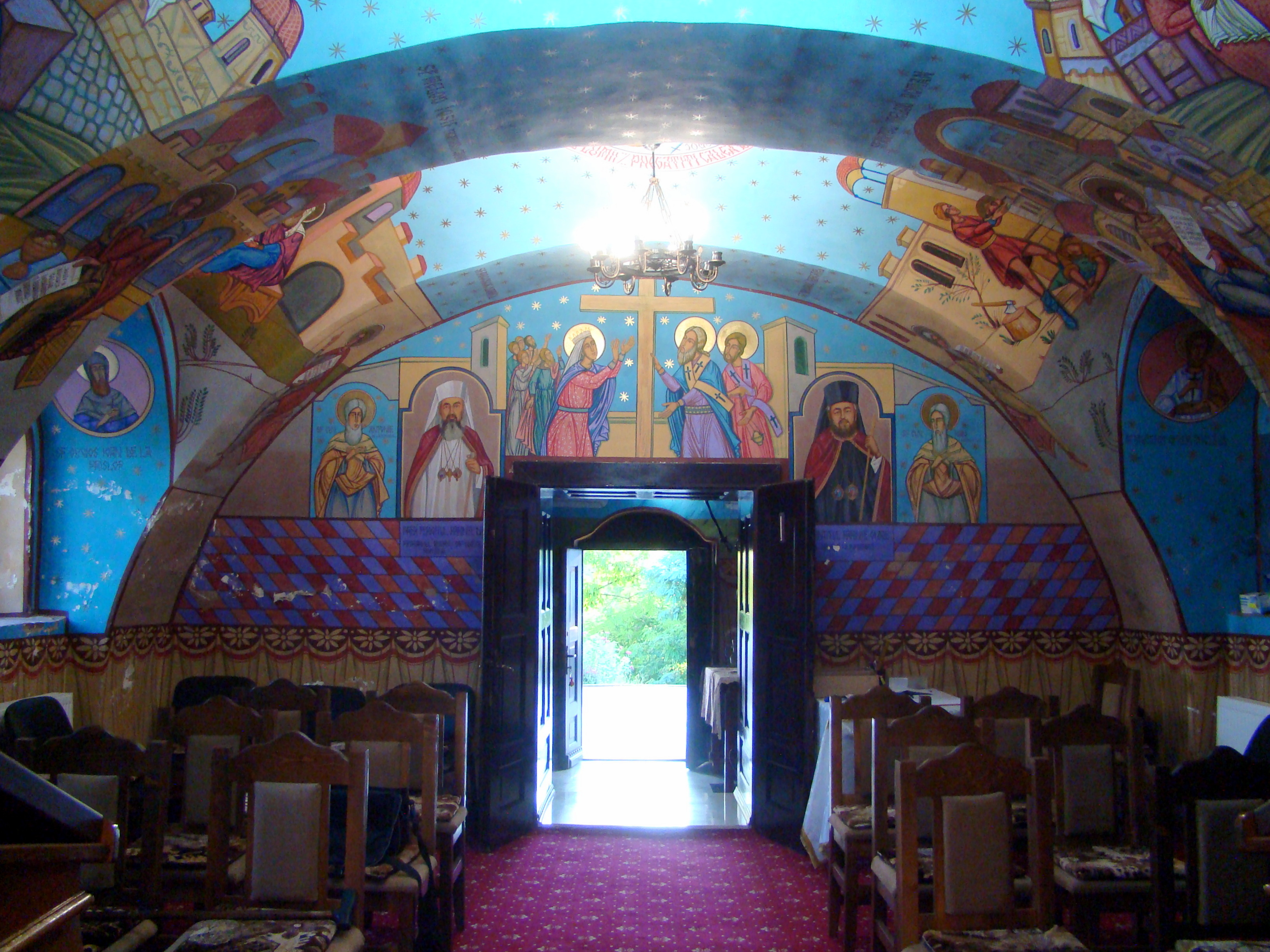

## Imagini din exterior

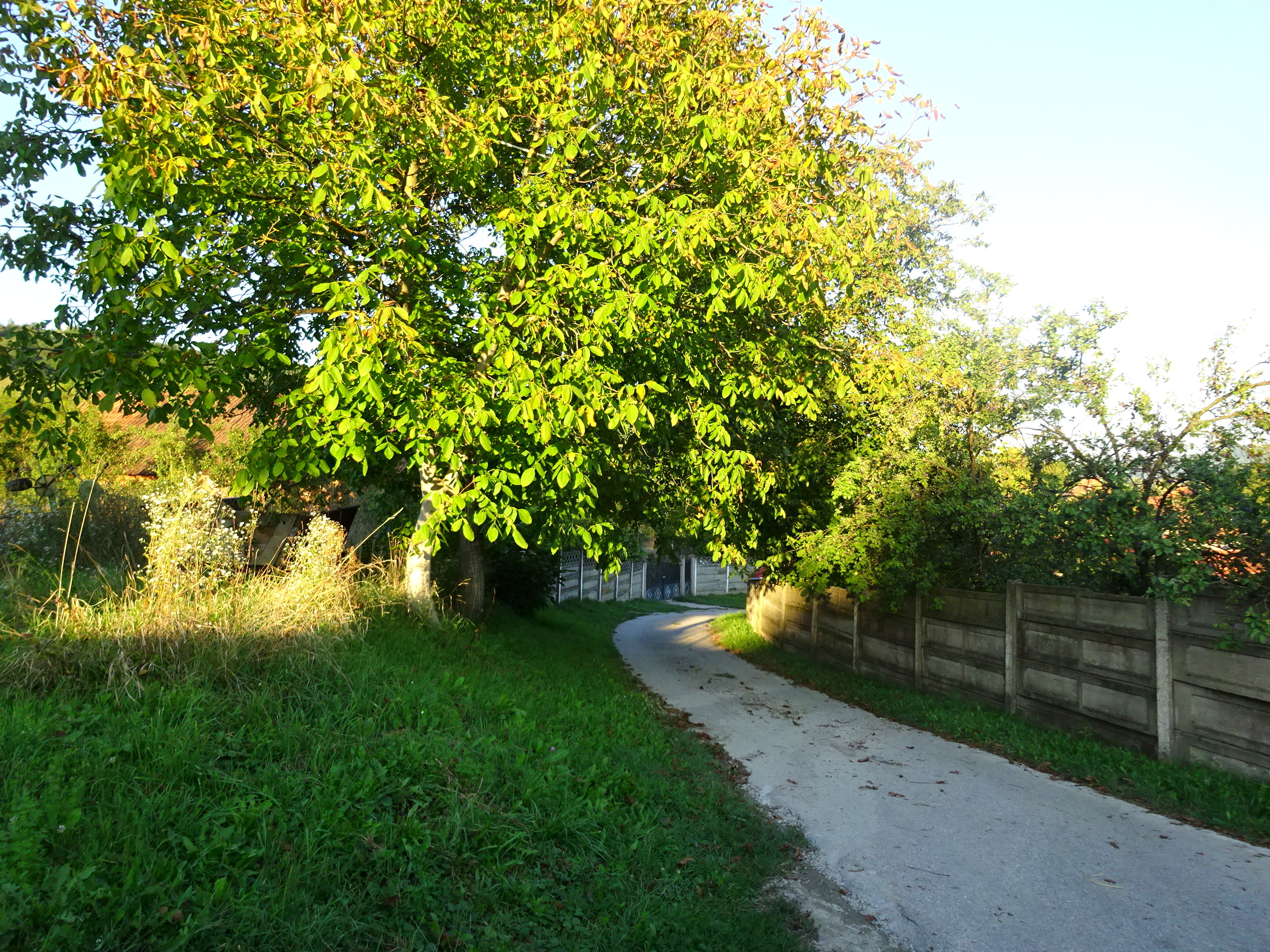
Drumul spre biserică
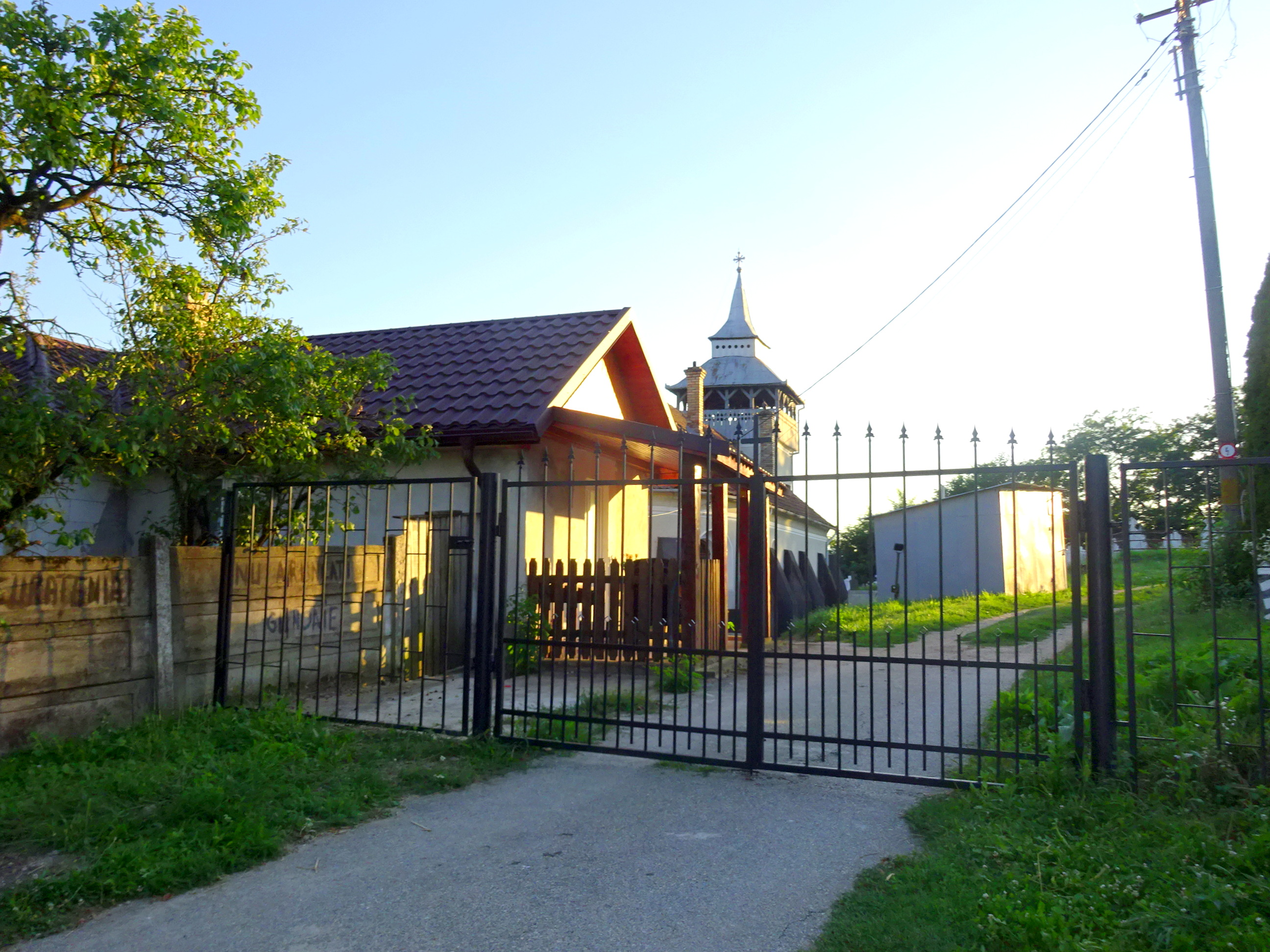
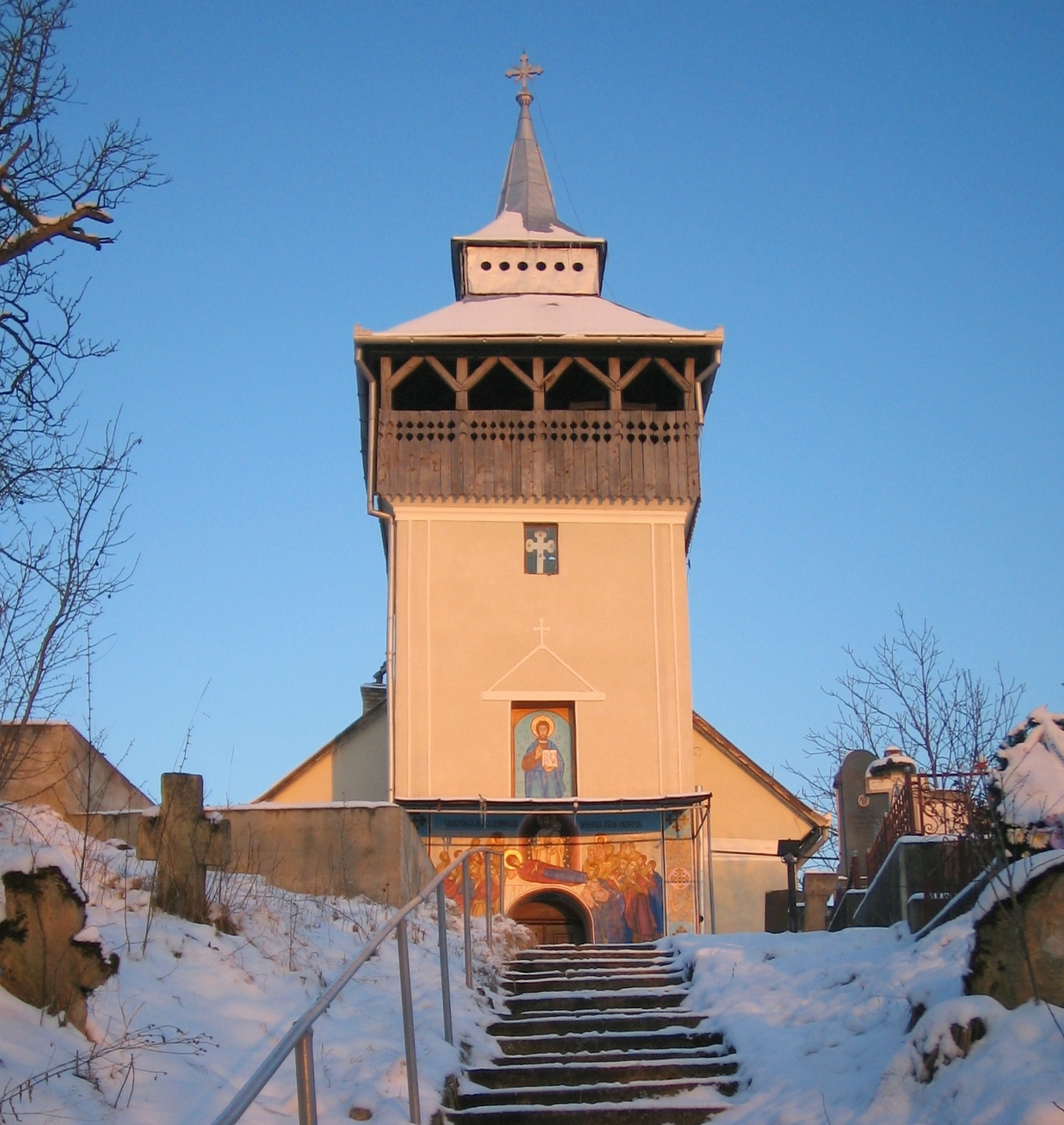
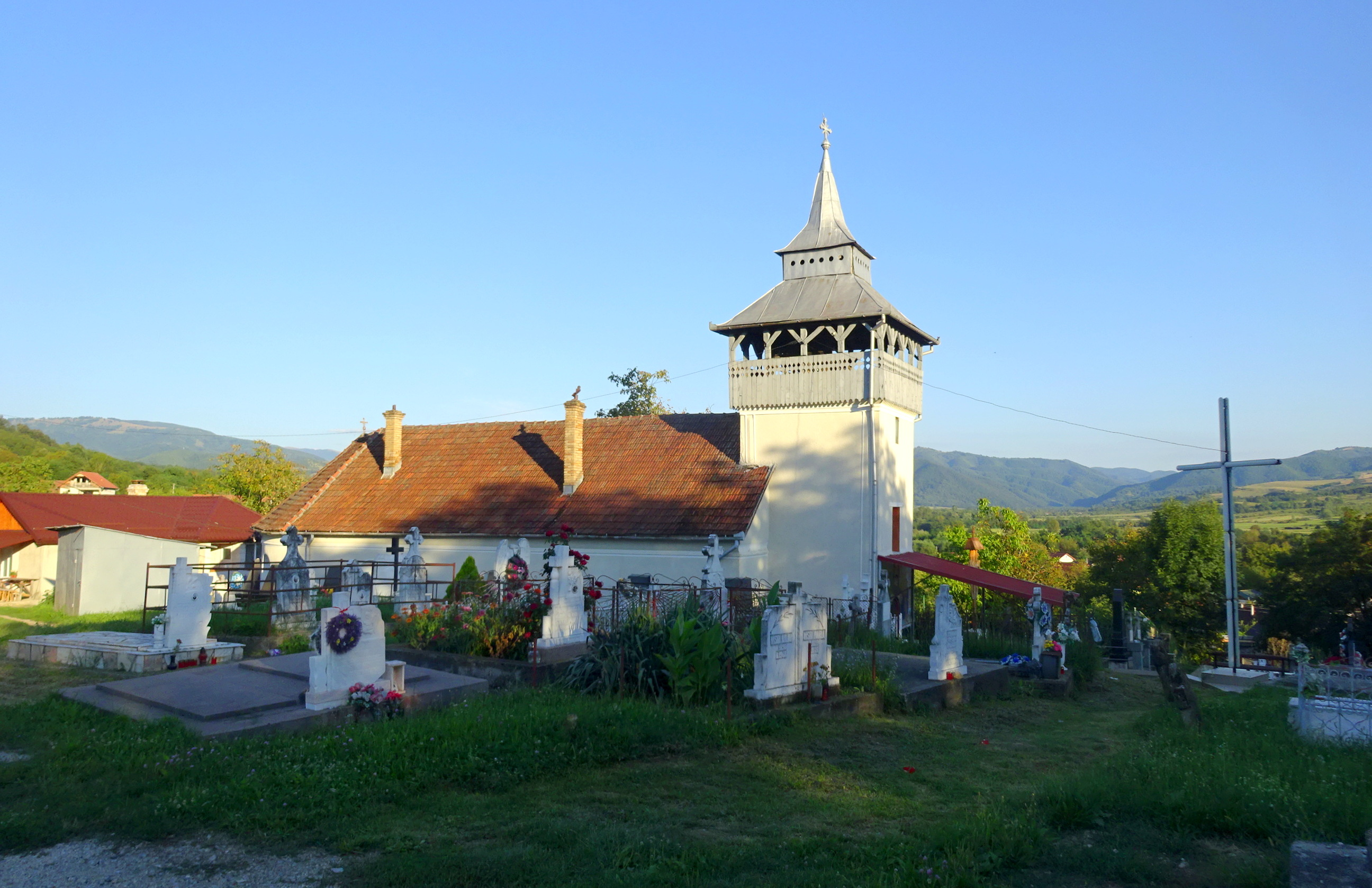
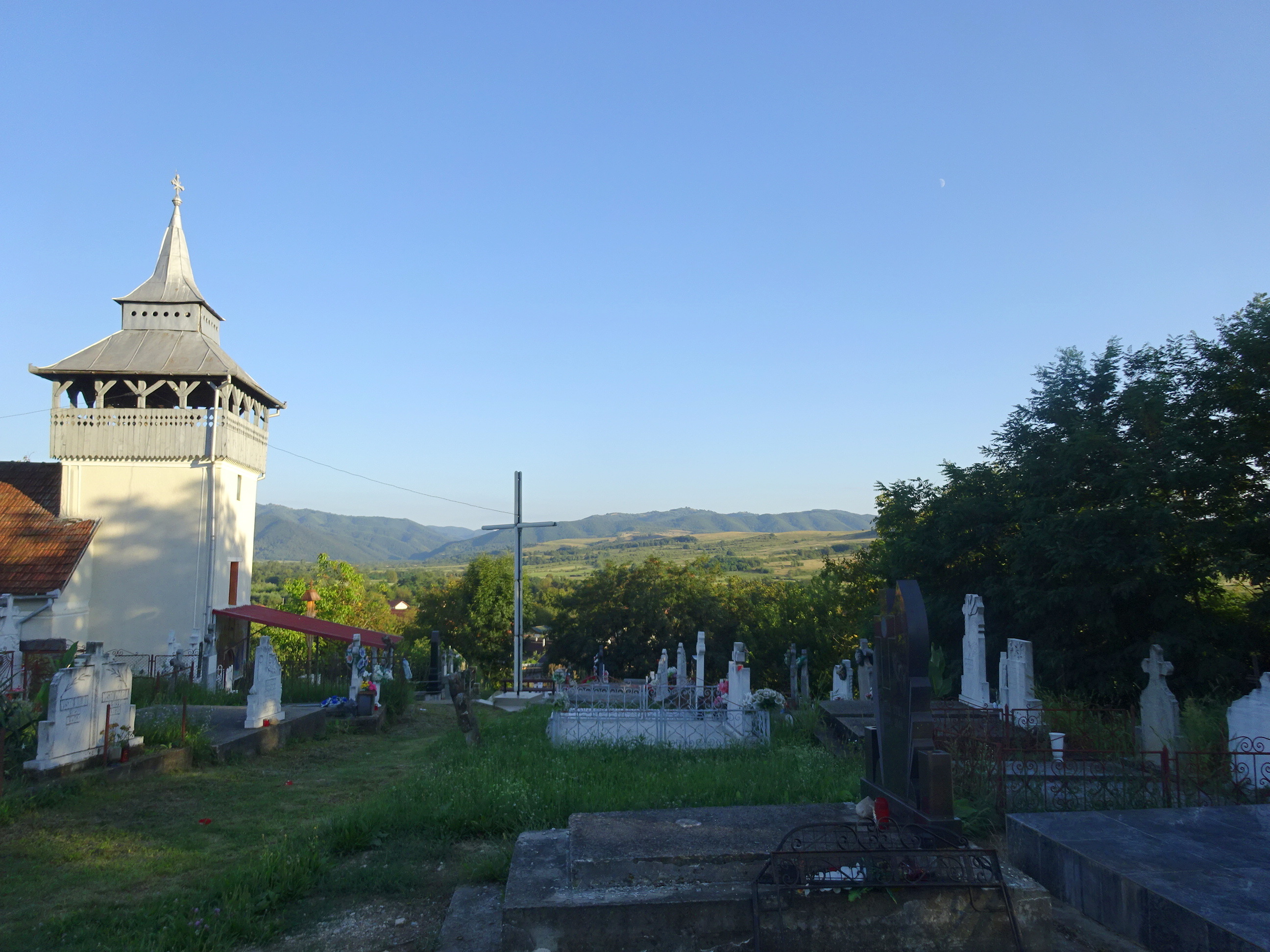
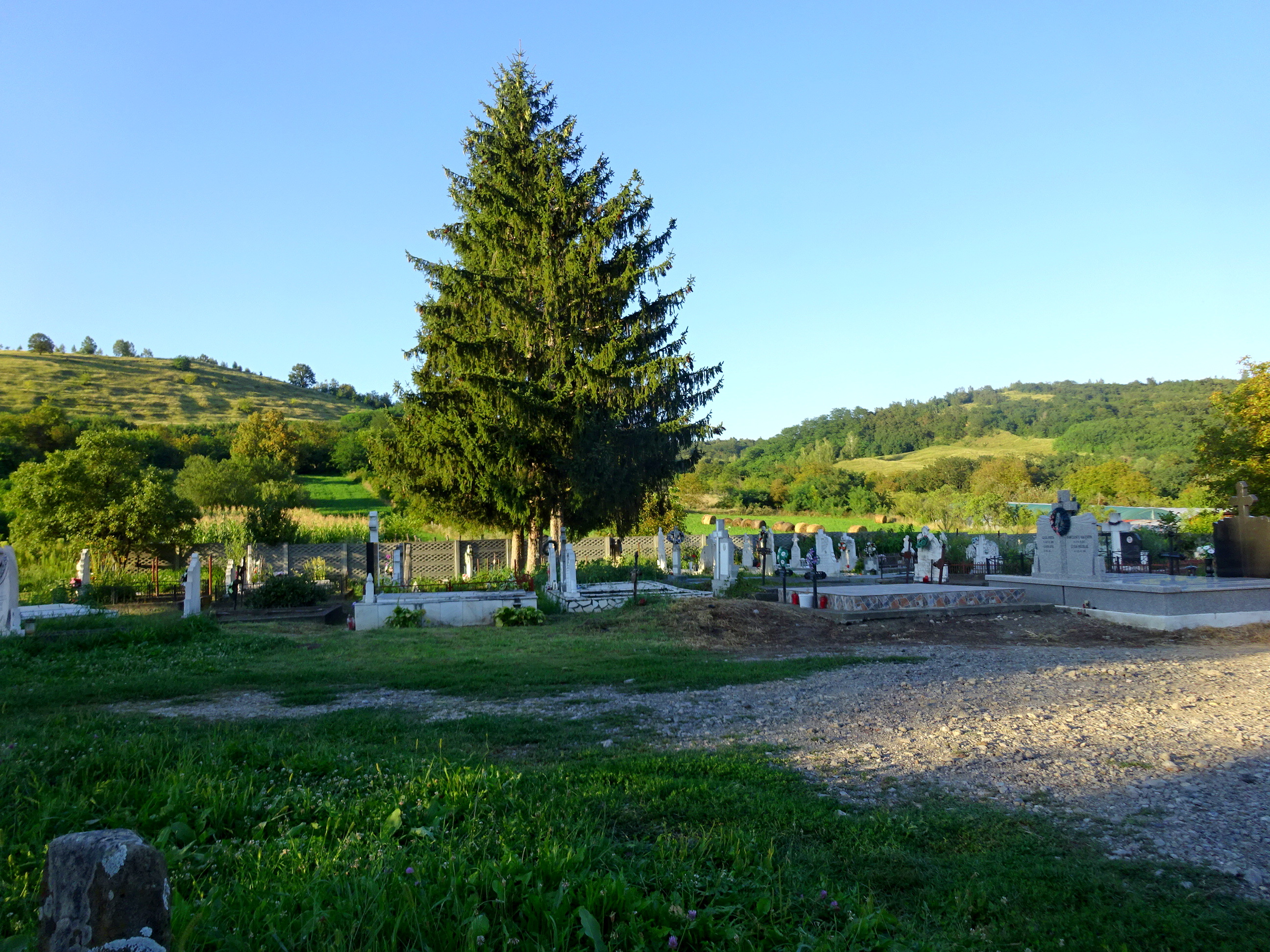
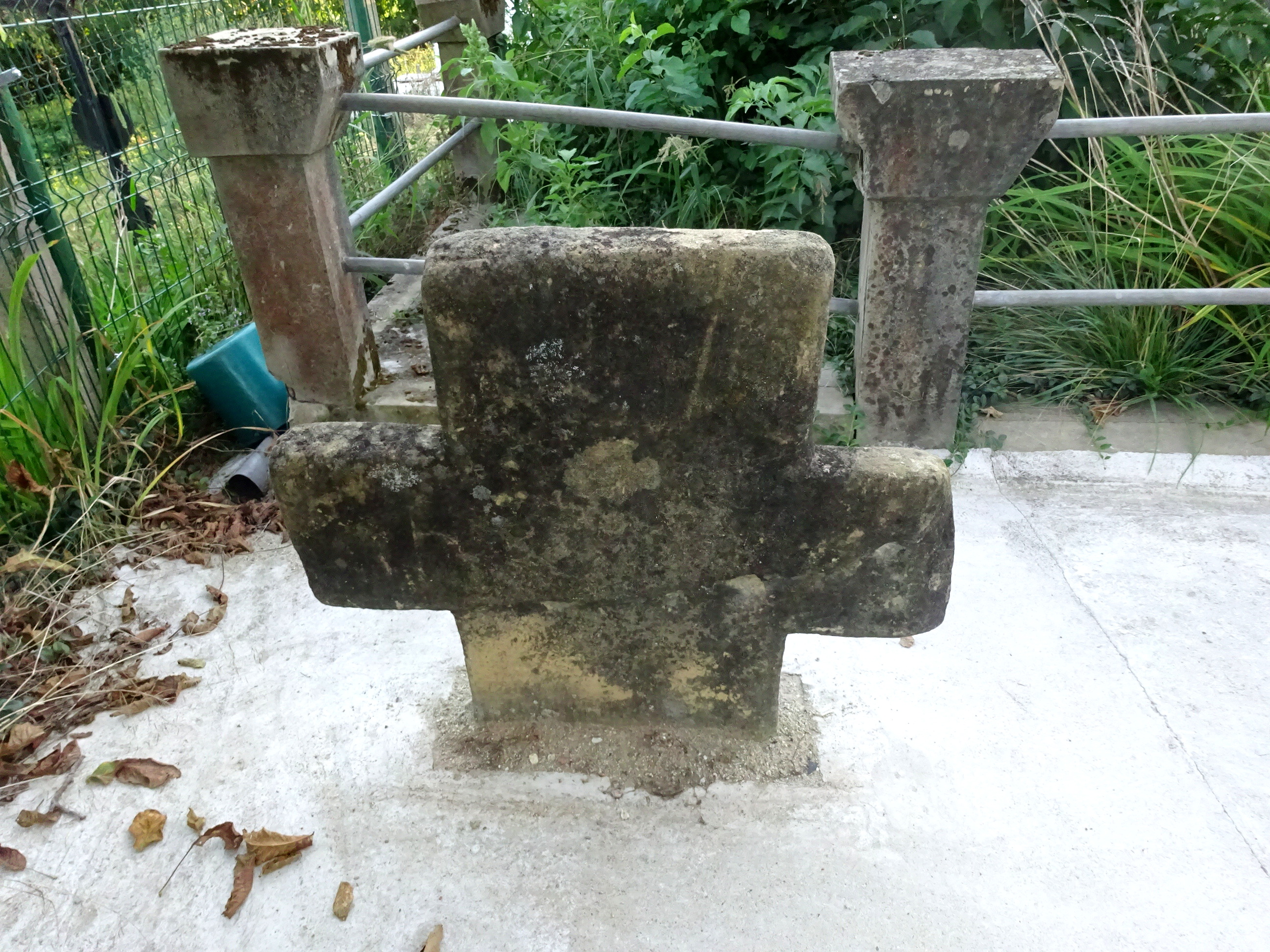
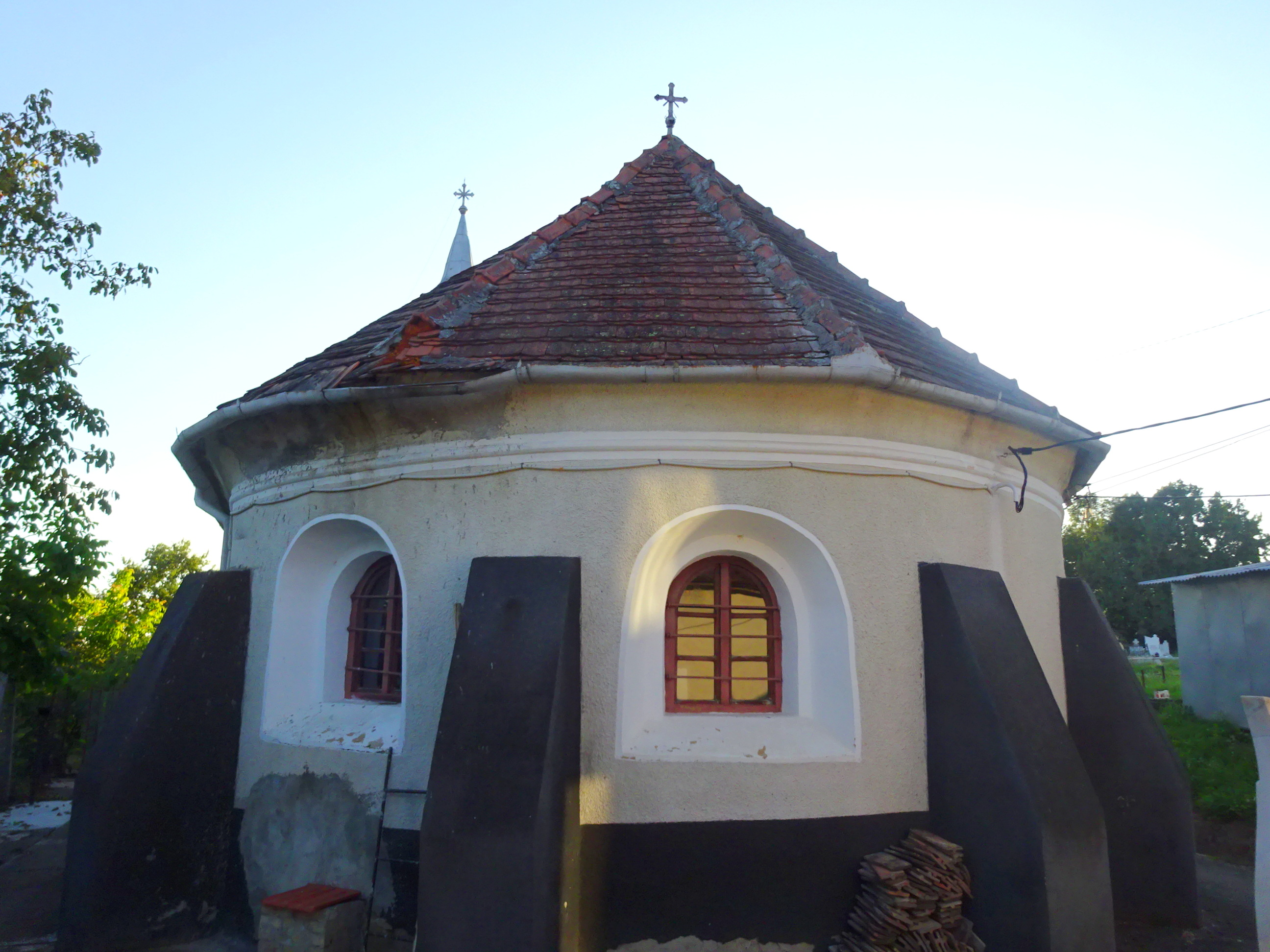
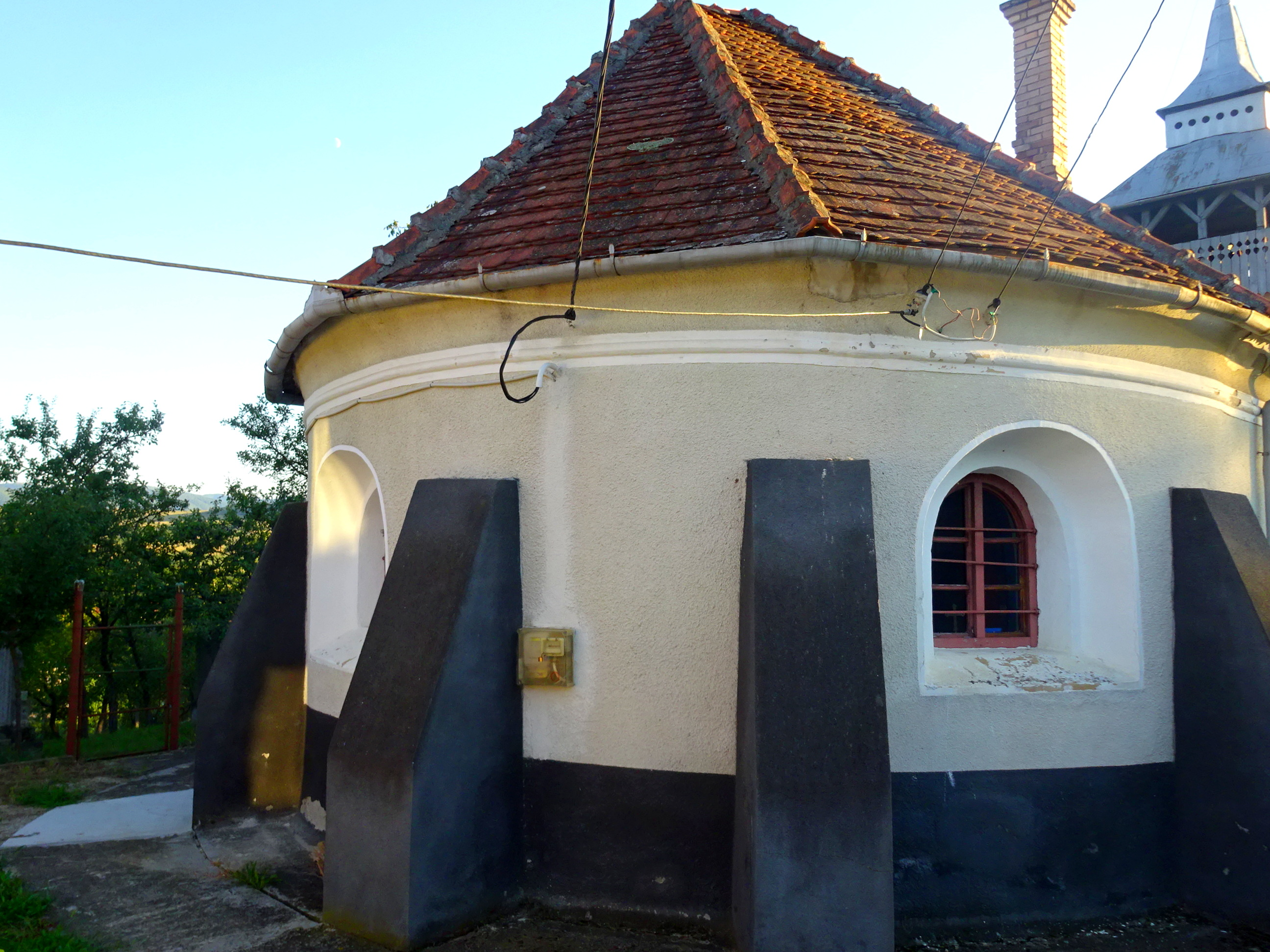
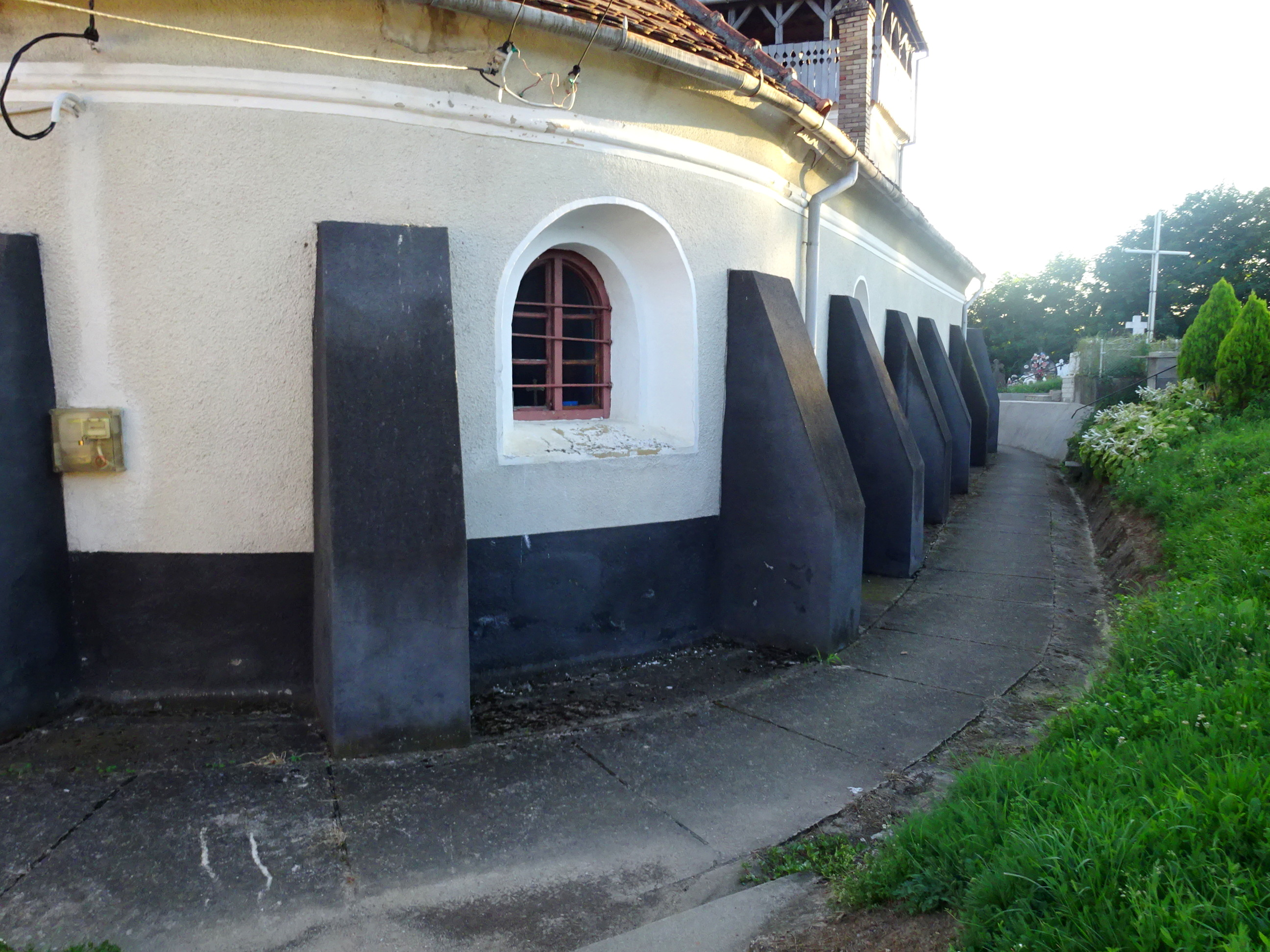
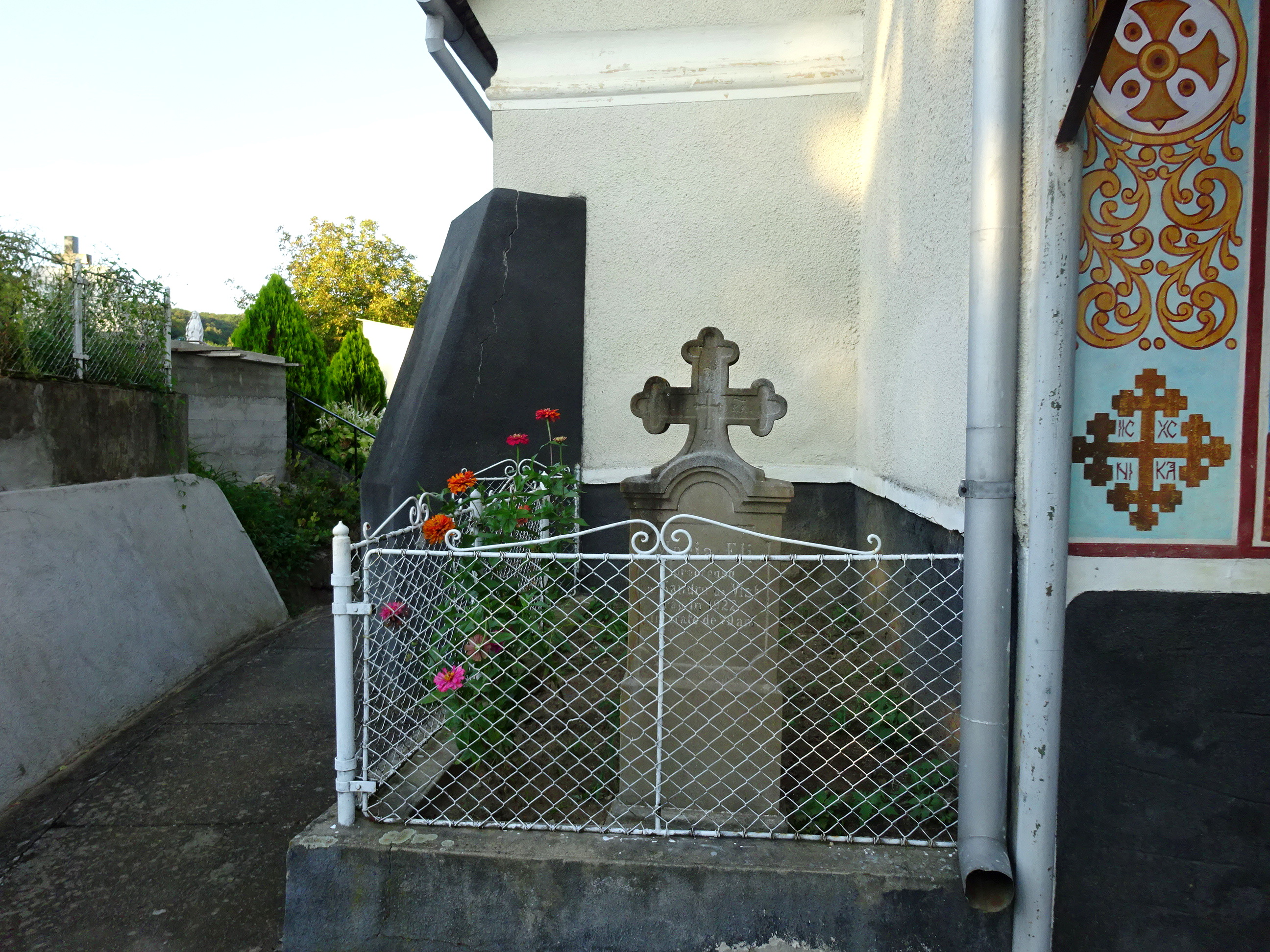
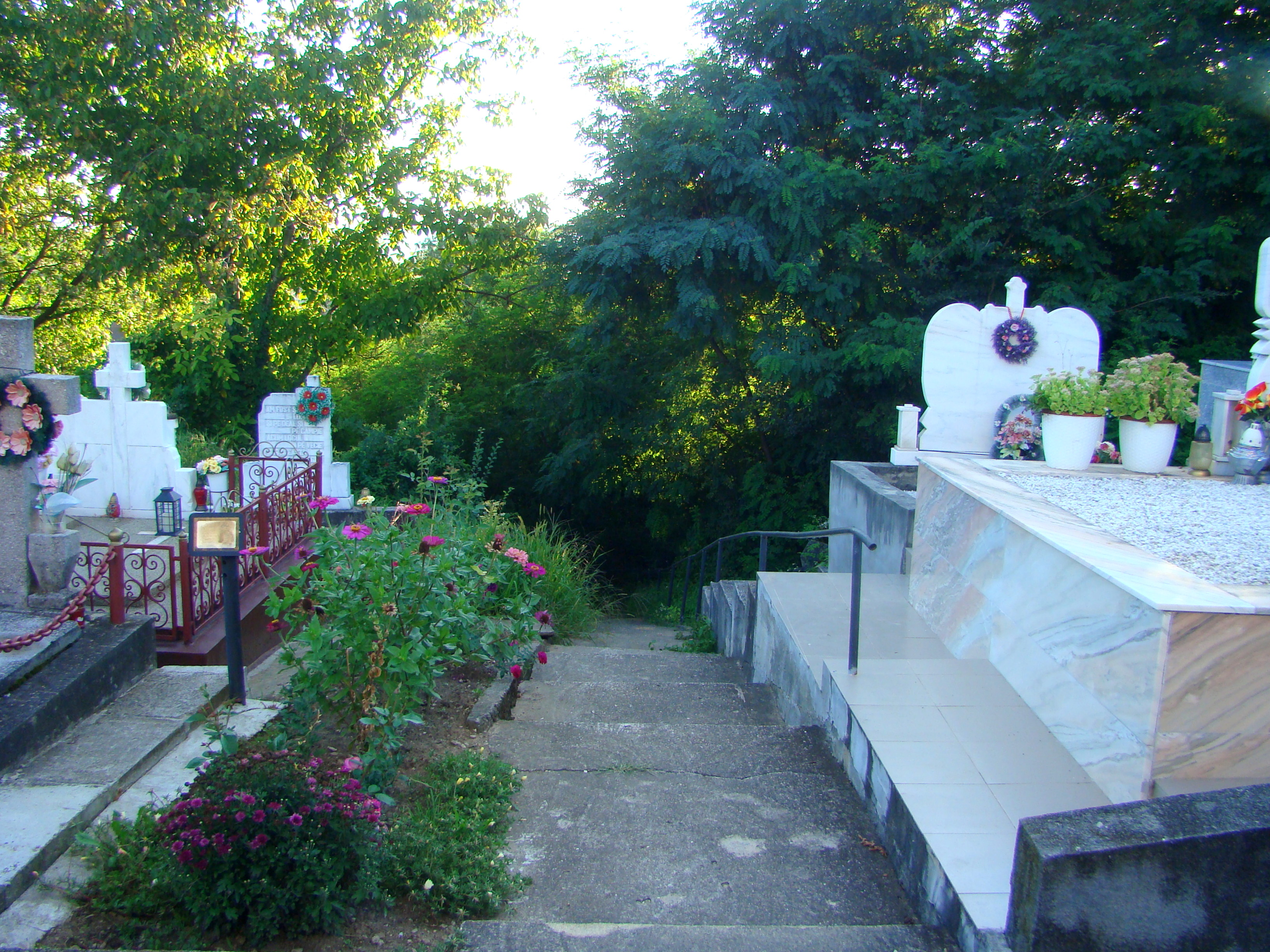
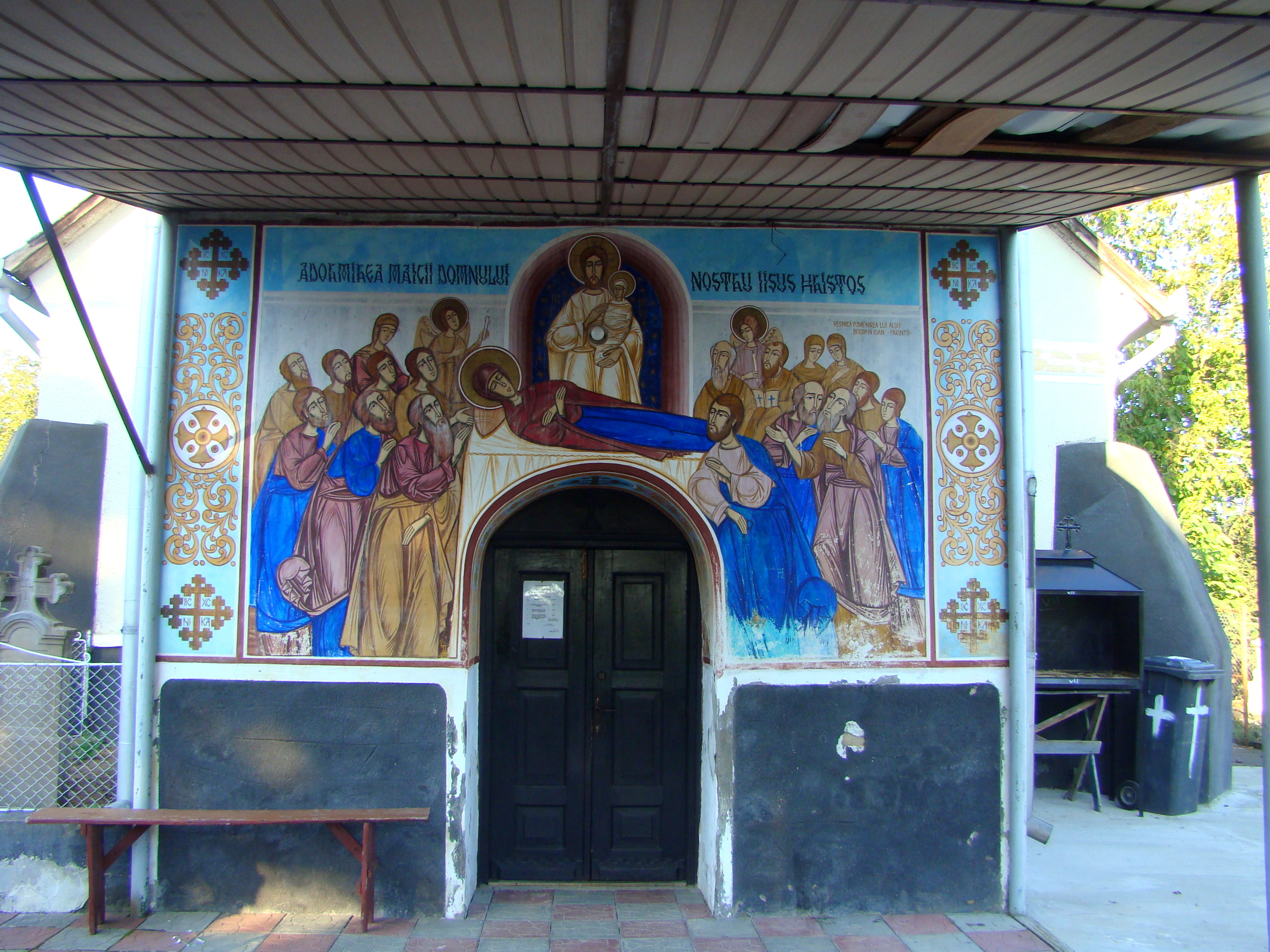
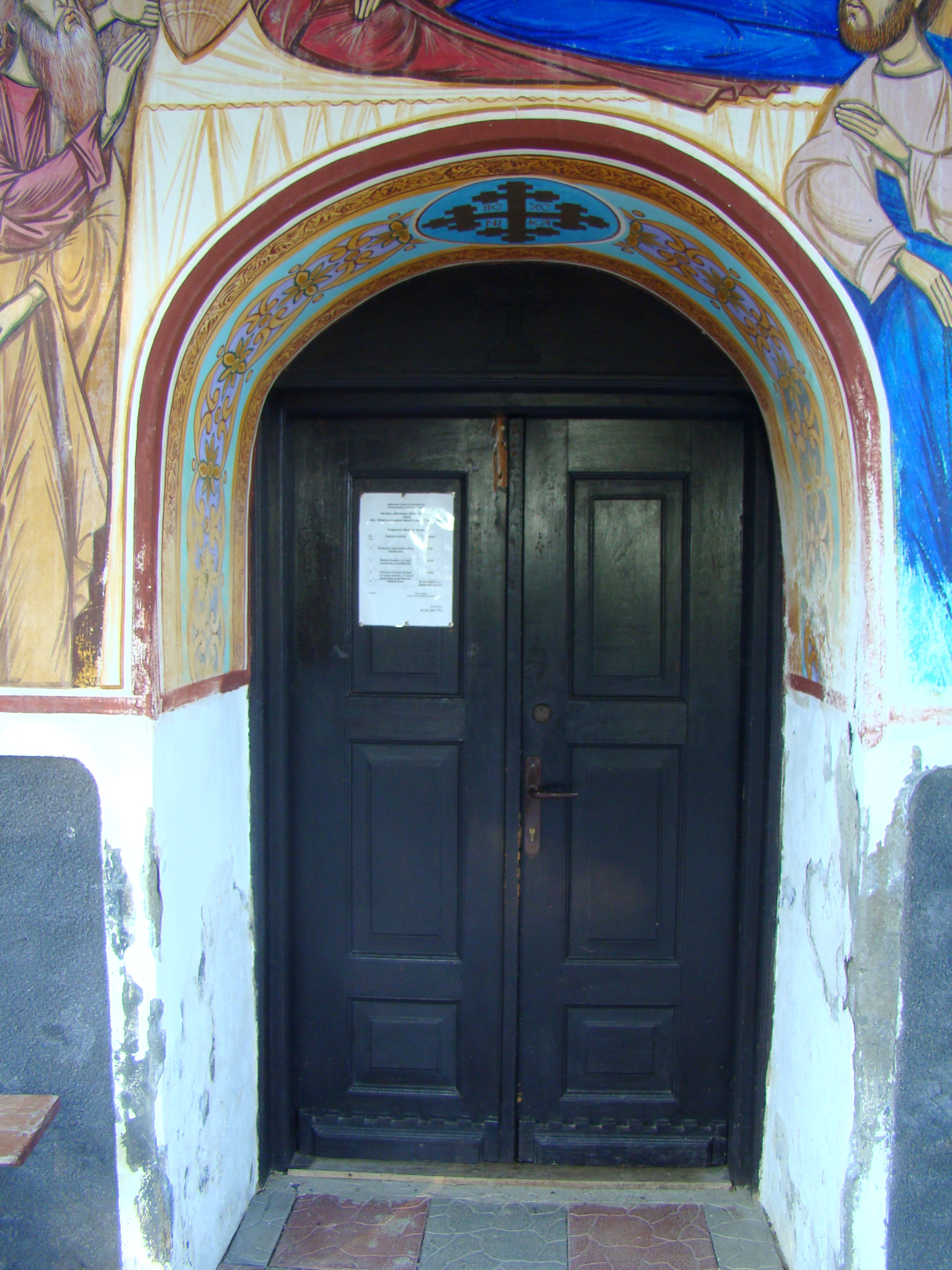
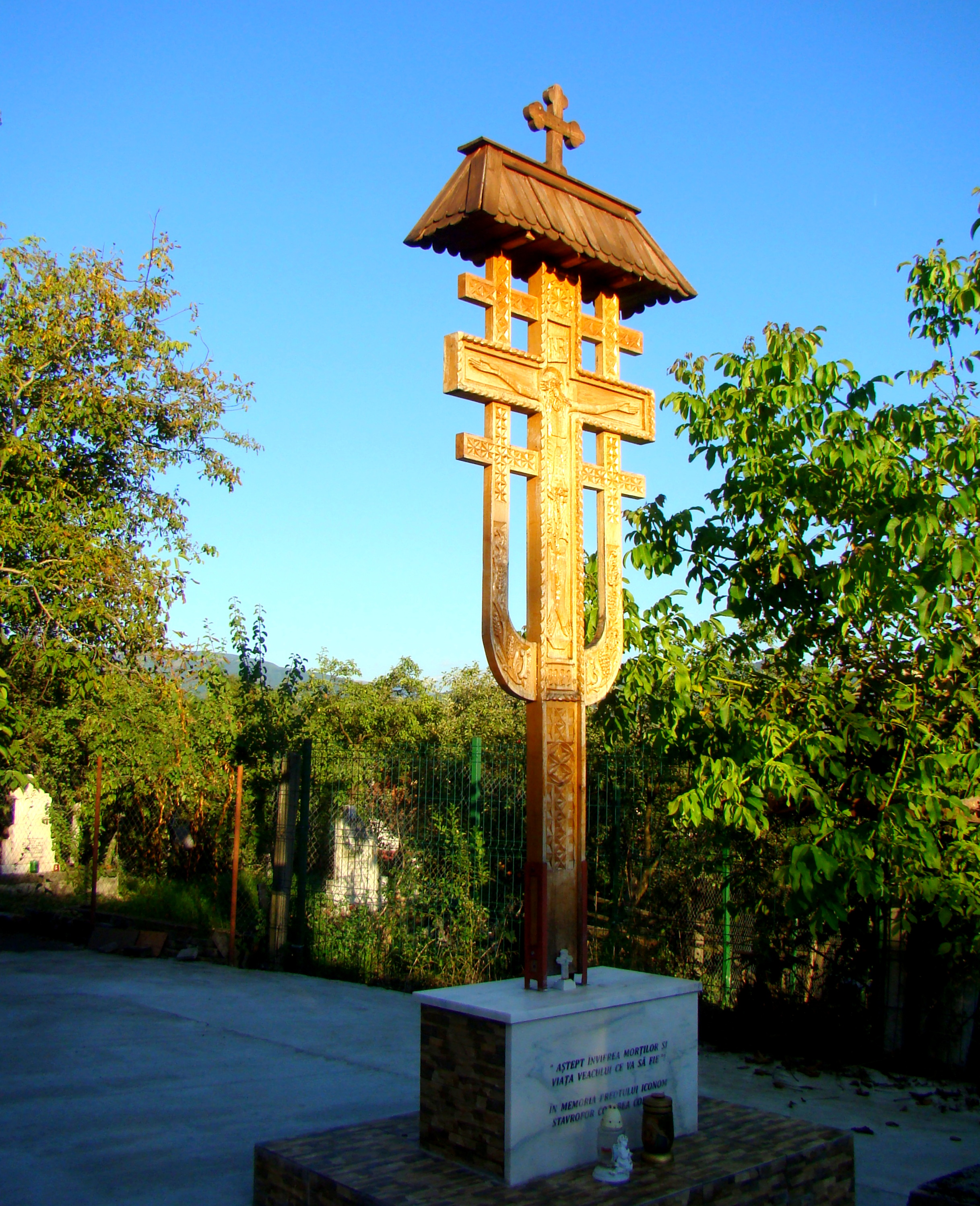
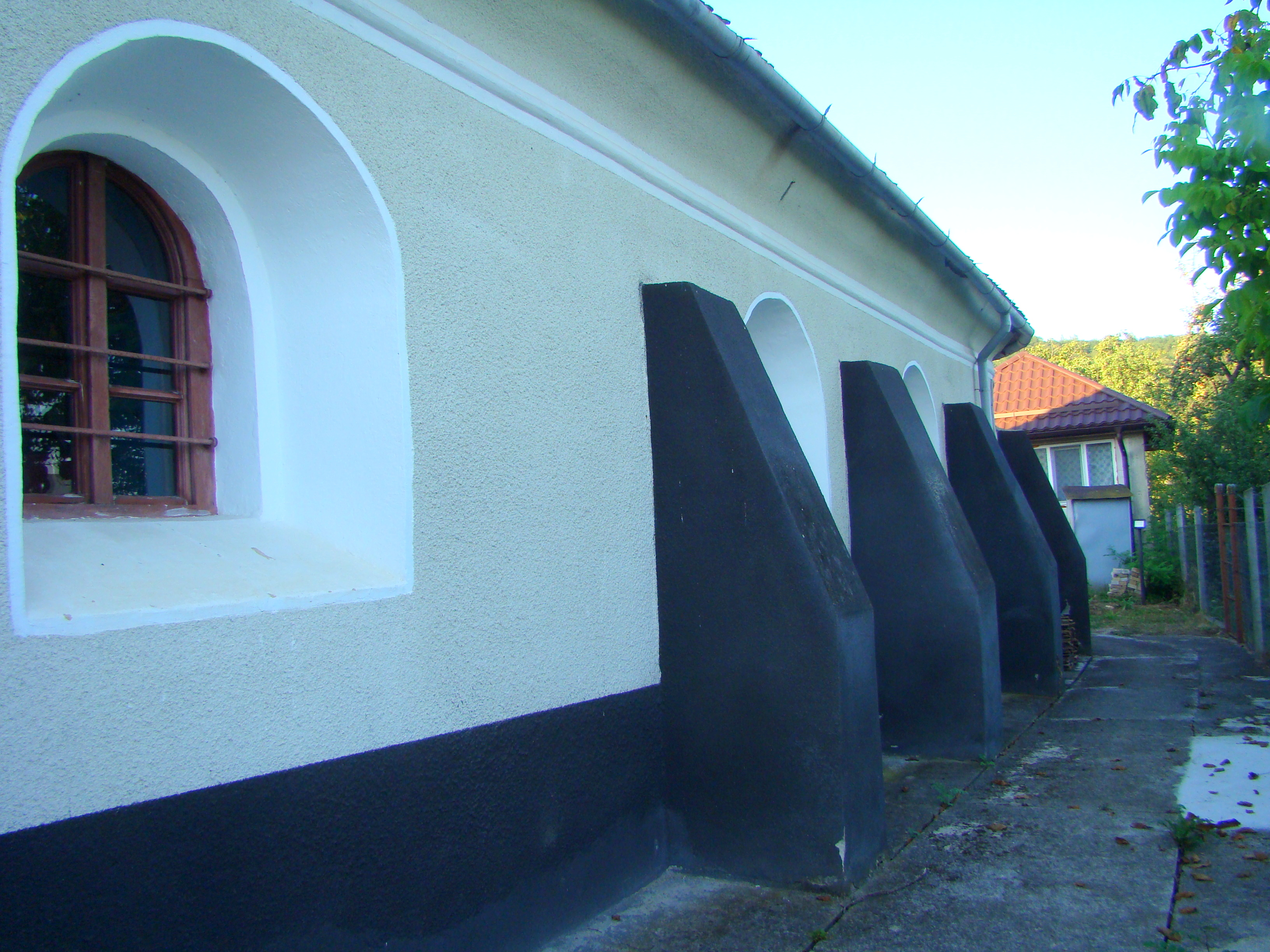
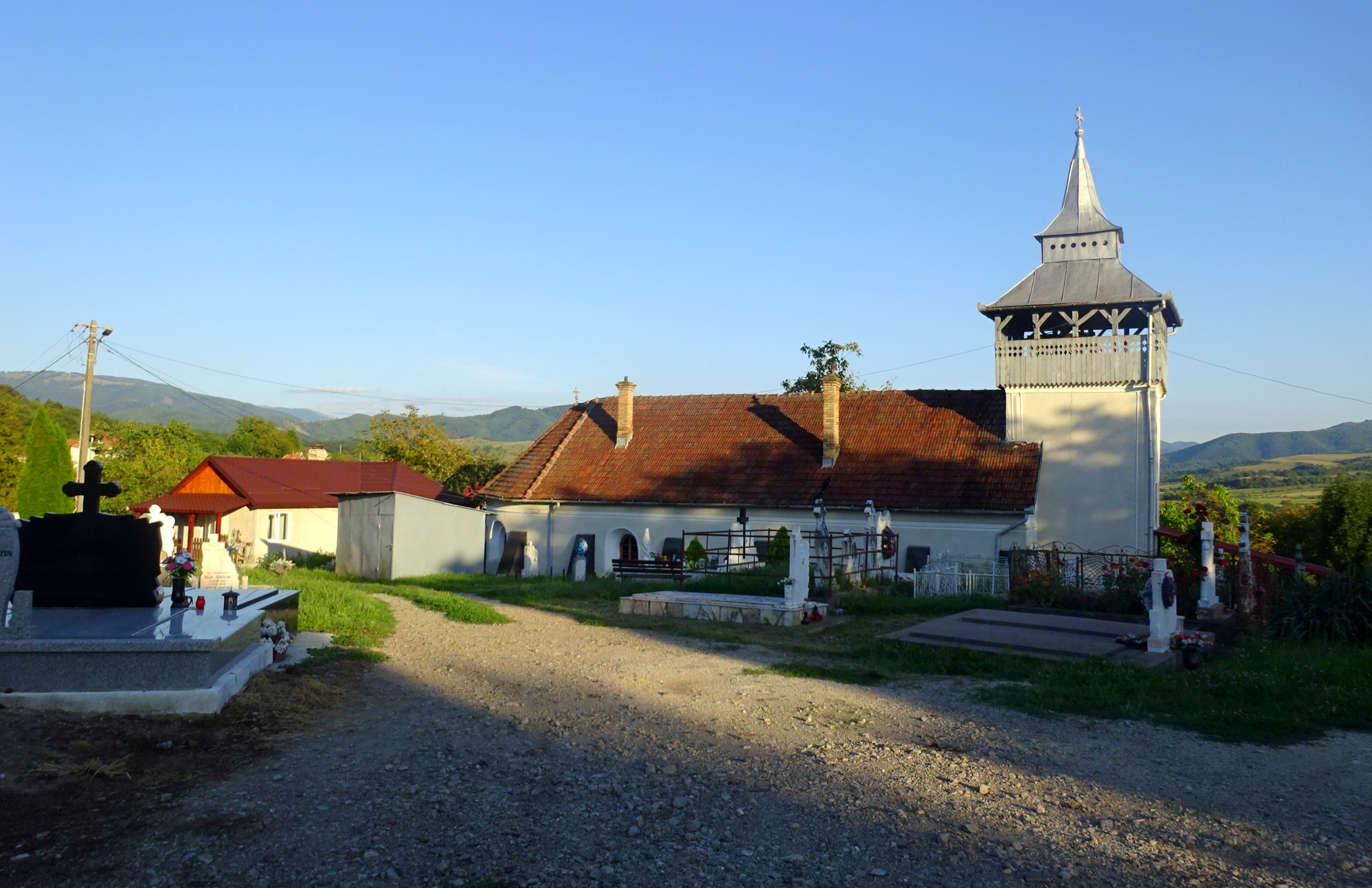
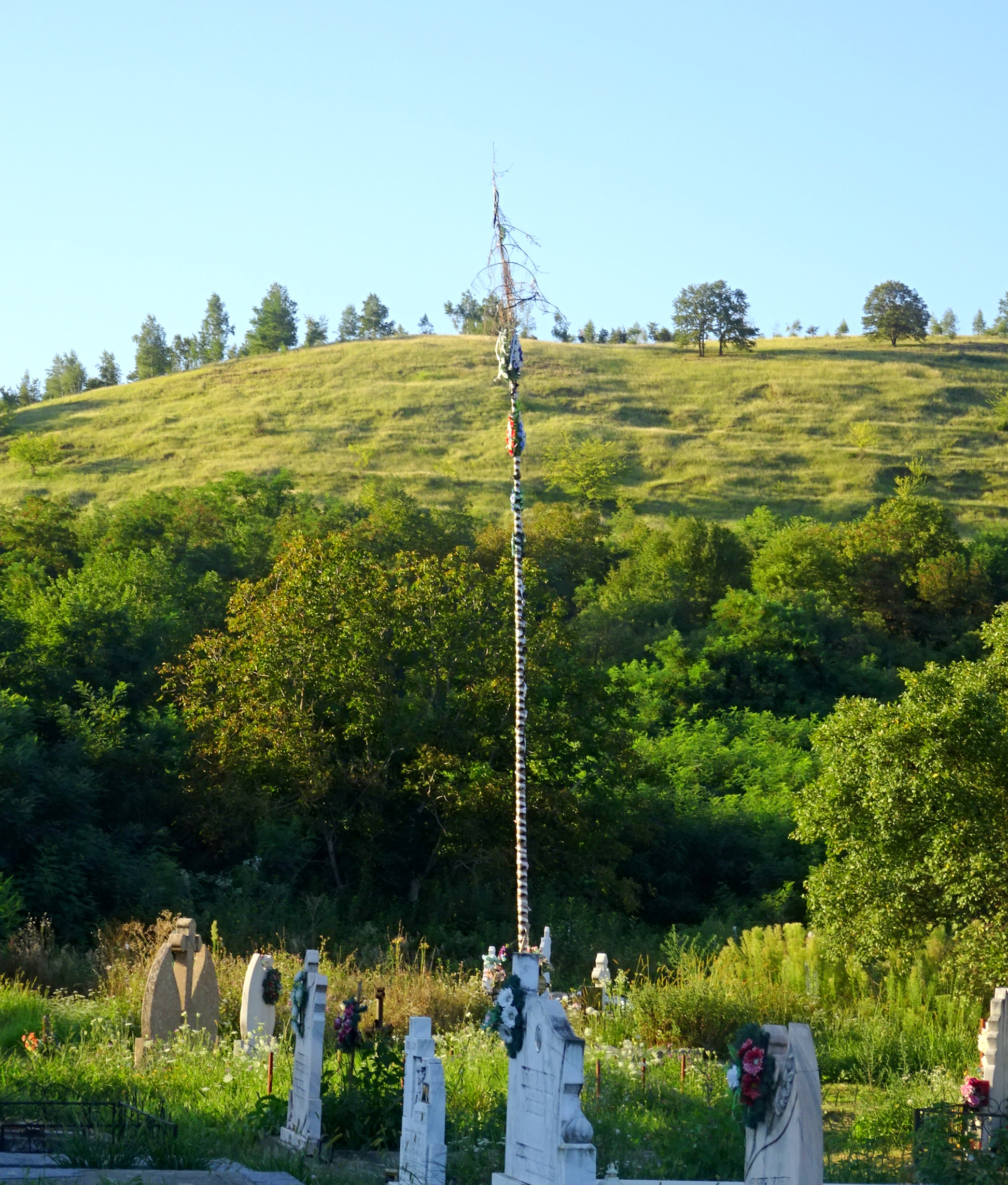
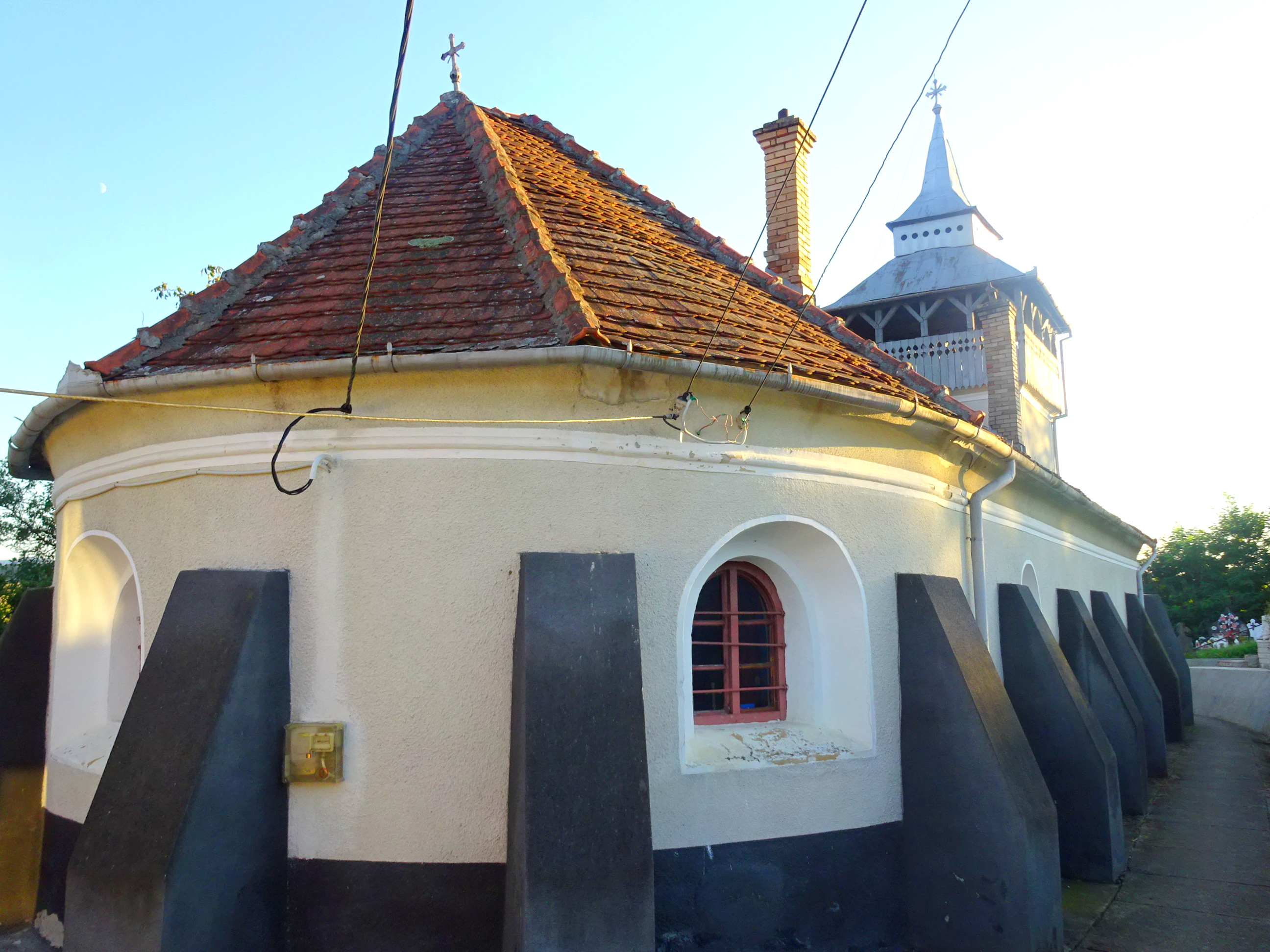
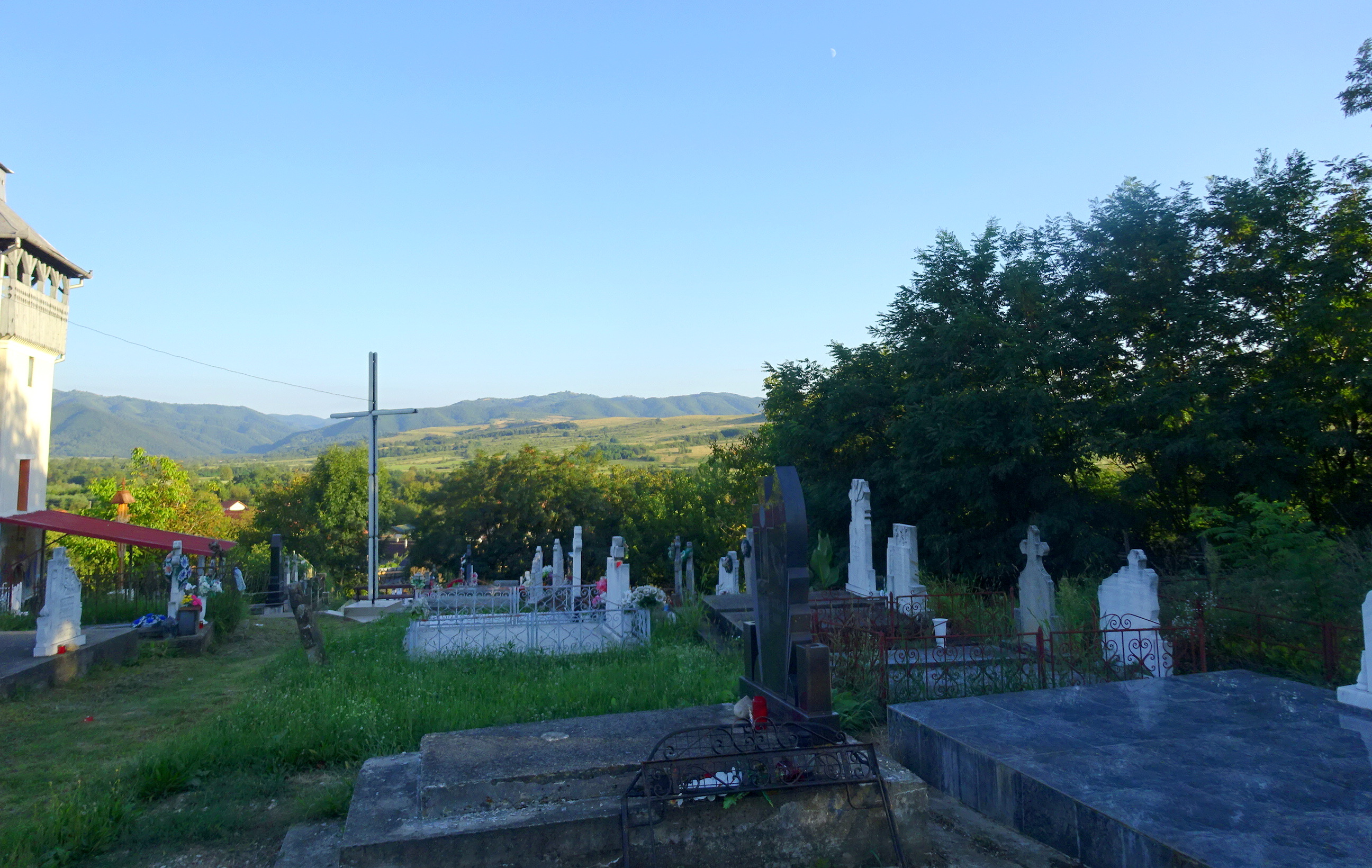
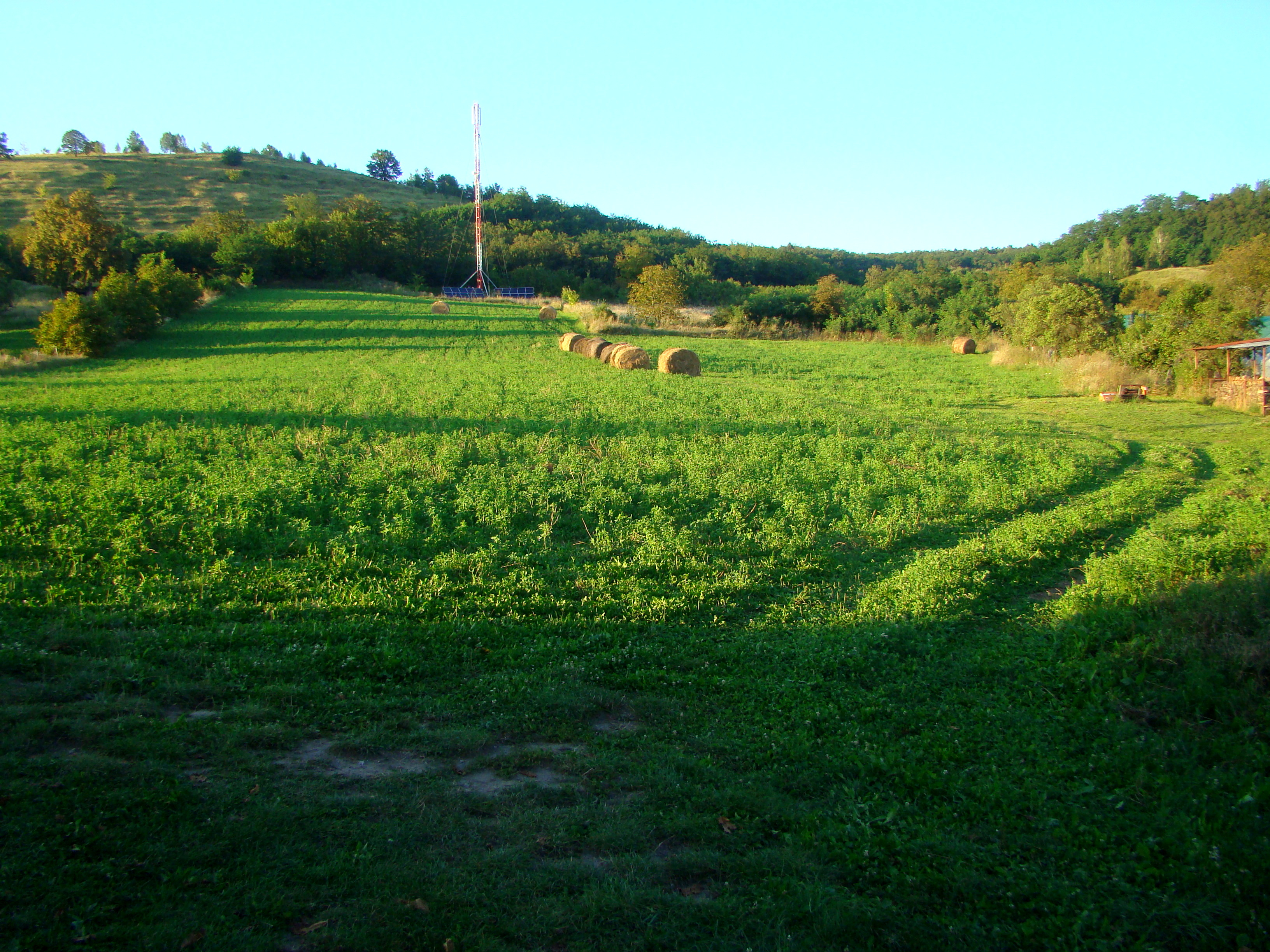
Împrejurimi